# Васильків
Василькі́в — місто в Україні, адміністративний центр Васильківської міської громади Обухівського району Київської області. 

## Географія
Місто Васильків розташоване за 20 км на південний захід від Києва, на берегах річки Стугна.

## Історія

### Княжа доба

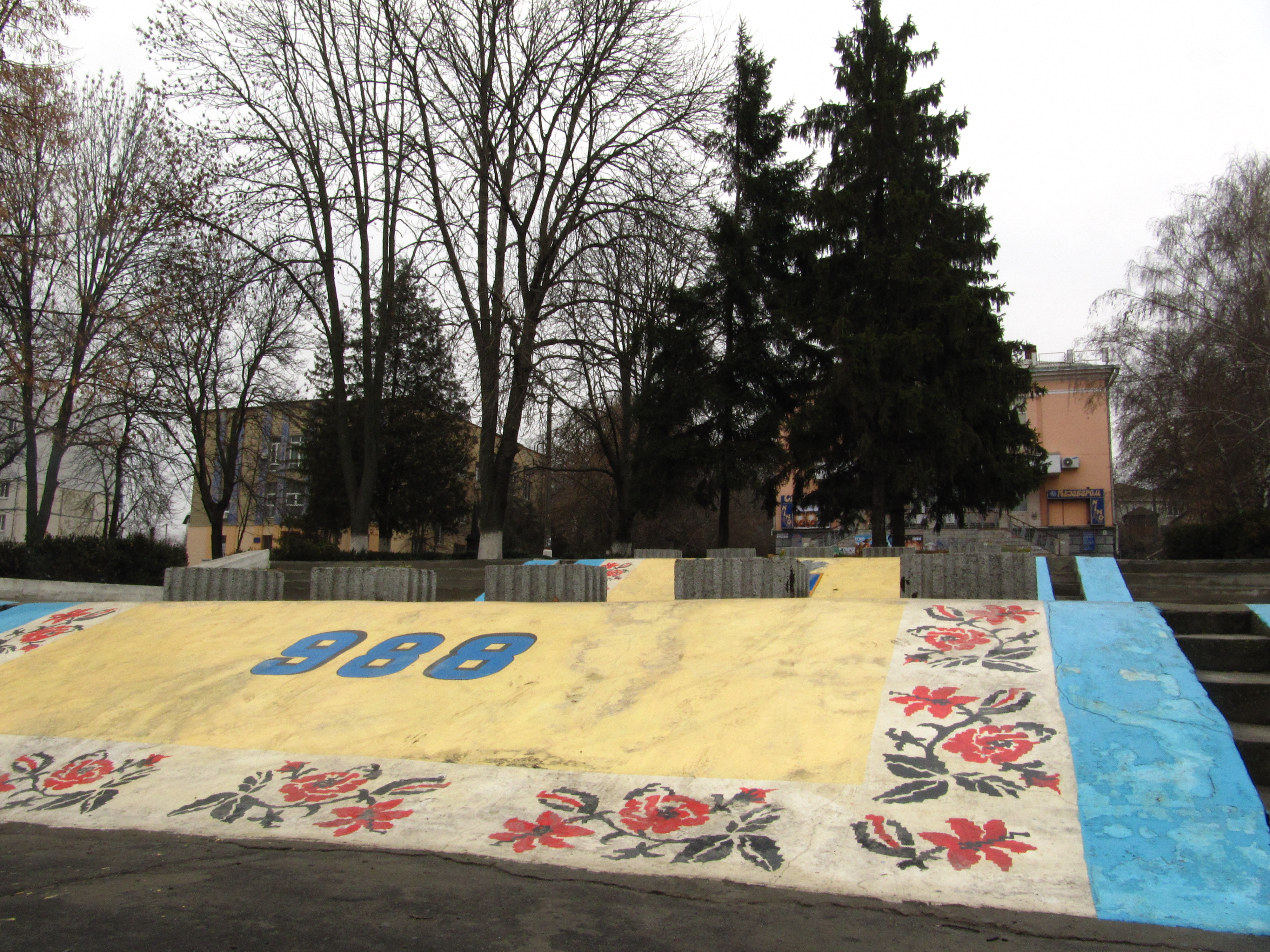
988 — рік першої згадки про Васильків

Історія поселень на річці Стугні налічує кілька тисяч років. На Васильківщині щедро відмітились трипільська культура та скіфські пам'ятки. Перше поселення існувало на місці Василькова ще в глибоку давнину. 988 року з волі Володимира Великого тут було збудовано фортецю для захисту Києва з півдня від набігів степових кочівників — на його думку, мала кількість міст навколо Києва робила княжу столицю уразливою. Цей рік і прийнято вважати роком заснування міста.
Володимир дав фортеці ім'я Василів на своє християнське ім'я (Василій). Володимир полюбляв Василів як місце для полювання і розваг. Коли Володимир був язичником, у Василеві були його тереми, а в них жили його жінки.
У 995 році печеніги знов прийшли до полян і напали на город. Володимир вийшов проти печенігів з невеликою дружиною, але печеніги її розбили, а сам князь, пересидівши якийсь час під мостом, ледве втік. Так описував історик Микола Аркас княжі пригоди.
Фортецю оточили земляними валами і ровами, й на кілька сотень років Василів стає надійним форпостом на торговому шляху з Києва до Європи.
Свою сучасну назву Васильків отримав з легкої руки Юрія Долгорукого від імені сина князя — Василька Юрійовича, якому батько подарував його після захоплення Київського престолу. У 1157 році Василів разом із Пороссям переходить в удільне володіння Василька Юрійовича та на деякий час стає центром незалежного удільного князівства. Василько Юрійович, якого ще називали Васильком Пороським, перейменовує місто на Васильків, який перетворюється на один із центрів оборони, ремесла та торгівлі Київської Русі.
Після спустошливої татарської хвилі середини XIII століття місто сильно постраждало, але вижило. На початок наступного століття Васильків згадується як великий торговий центр.
Після вигнання у 1362 році татар із Києва князь Ольгерд приєднує ці землі до Великого князівства Литовського. Проте татари час від часу продовжували нападати на Київ, витоптуючи і Васильків. У записах 1552 року Васильків згадується як запустіле селище.
Відродженням Василькова опікується Києво-Печерський монастир, адже саме у Василеві народився в 1009 році засновник монастиря Феодосій Печерський. Монастир володів у цих краях певними землями і навіть збудував у відродженому Василькові замок.

### Литовсько-польська доба

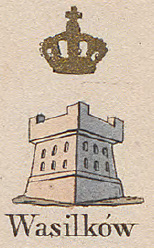
Васильків на мапі Зигмунда Герстмана

Грамоту на володіння всім містом монастир отримав лише від польського короля Стефана Баторія, у 1586-му. Монахи просто сказали, що стара княжа грамота на Васильків в них згоріла. Тож король і видав «дублікат»[джерело?].
Одночасно Васильків отримує Магдебурзьке право, тобто право на самоуправління, проведення торгів, ярмарок. Однак це не заважає Києво-Печерському монастирю призначати до Василькова свого управителя.
13—15 жовтня 1604 року в місті зупинялося українсько-польське військо, яке 20 червня 1605 року захопило Москву.

### Козаччина

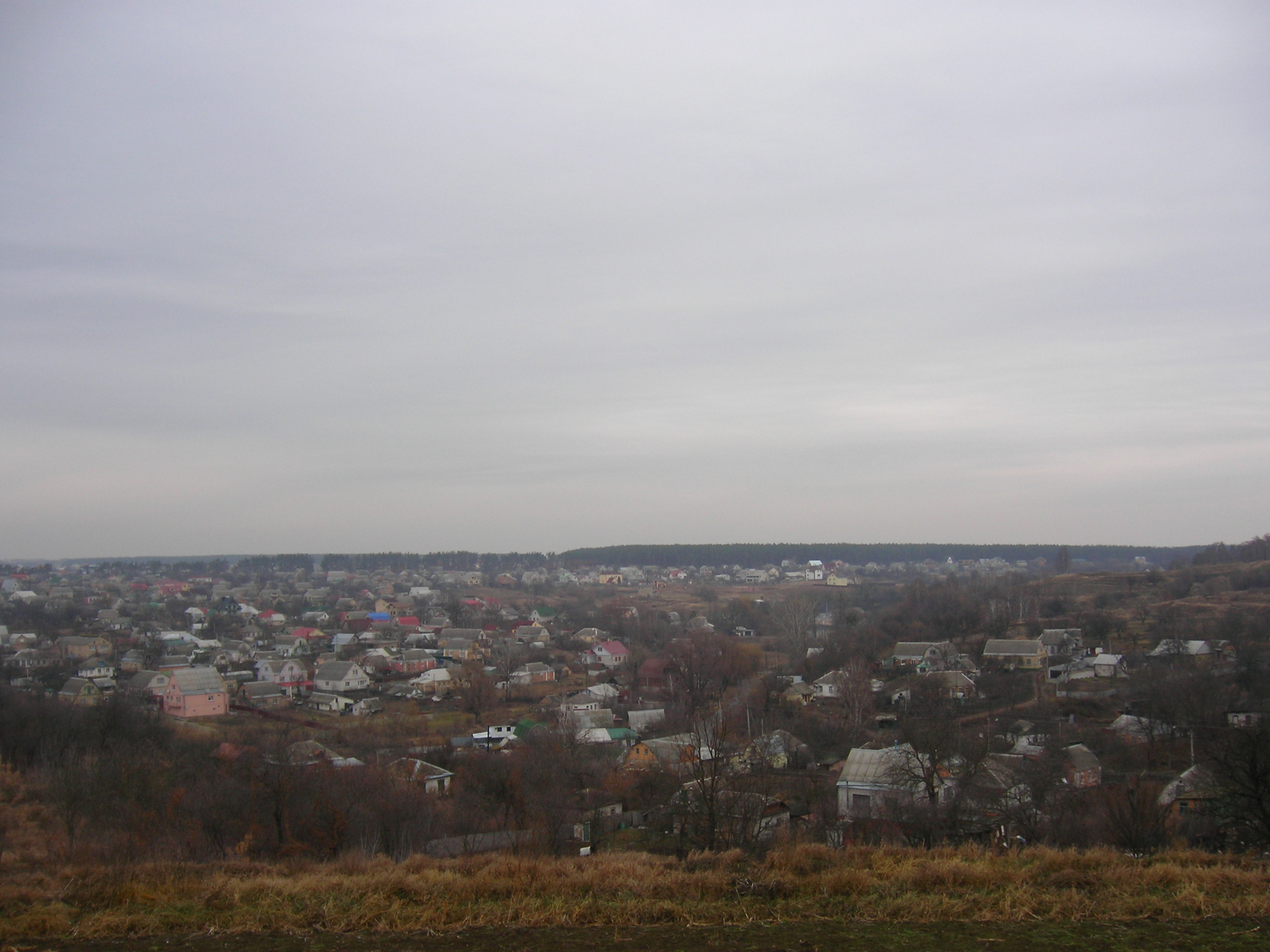
Панорама міста

Під час Хмельниччини Васильків — сотенне місто. Ось як описує тогочасне місто Павло Алепський: 
|  | Ми проїхали четверту милю й, зустрівши сотника з півсотнею козаків, прибули в їхньому супроводі до міста Василькова, якому справді личить це наймення (тобто царське, від слова «базилевс» — цар)... Воно велике й міцне, його утворюють троє міст з фортецями й укріпленнями, одне всередині іншого на вершині неприступної гори... Нас зустріли за містом духовенство й миряни з корогвами, вийшли з нами на найвищу місцину й провели в дивовижну церкву на дворищі третьої фортеці в ім’я Святих Антонія й Феодосія Великих, тобто двох святих землі козаків... |

Найвищою владою в тогочасному Василькові вважався управитель від лаври, городничий чернець. Він керував, судив, призначав і збирав податки, наділяв землею, доглядав господарство монастиря.

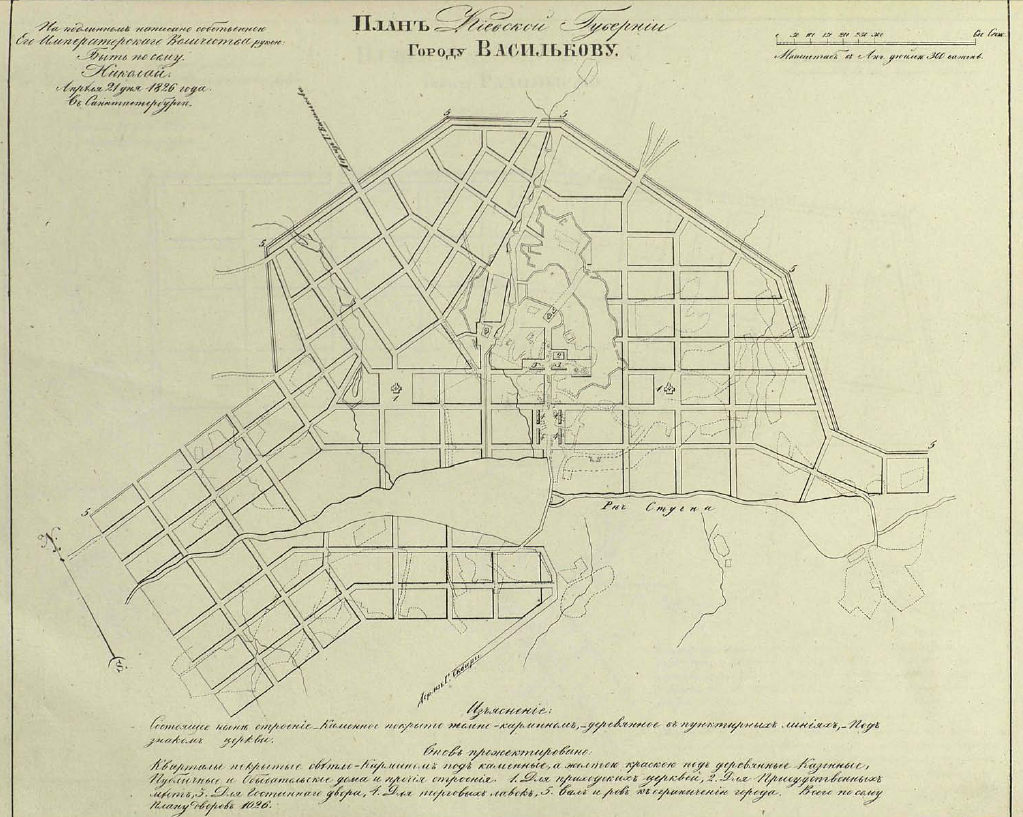
План міста Василькова Київської губернії, затверджений 21 квітня 1826 року, Санкт-Петербург

1748 року в місті було побудовано перший в Російській імперії карантинний будинок, керівником якого у 1764—1783 роках був Іван Полетика, батько відомого російського дипломата Петра Полетики.

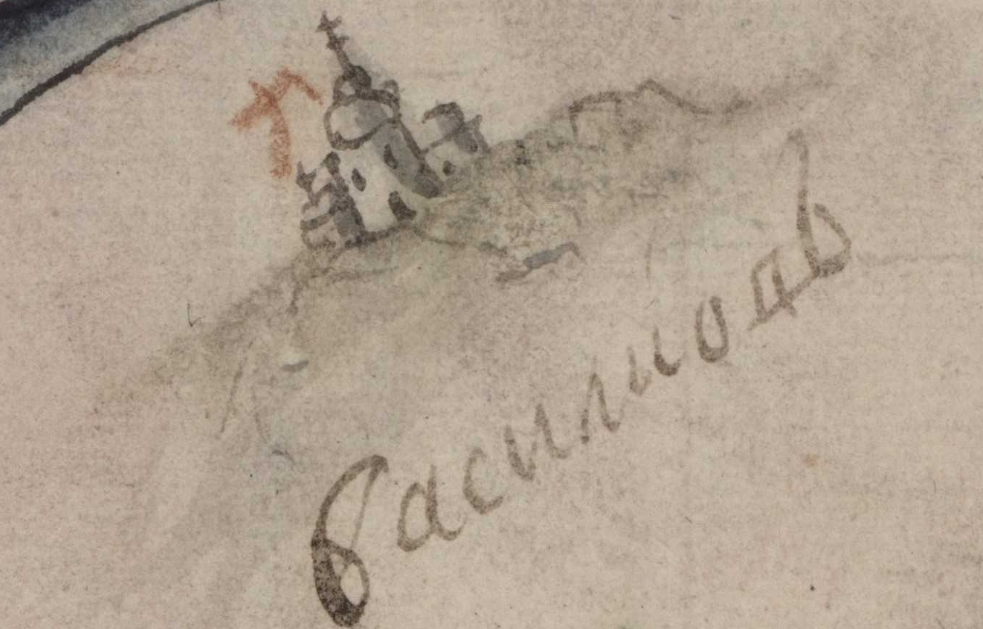
Васильків на карті XVIII століття

На початок XVIII у місті налічувались чотири брами і чотири церкви. Церква св. Антонія і Феодосія (Печерських) 1758 року збереглася до наших днів. П'ятикупольний храм збудований на пагорбі, у стилі українського бароко. Проте, влада церковна поступово замінювалася владою світською. Крім того, тут з'являється Васильківський форпост, у місті все більше квартирують війська (це стосується і наших днів — ще з Холодної війни тут розміщується повітряна база).
У 1792 році постає ще один збережений до наших днів храм — Свято-Миколаївська церква. У 1796 році Васильків набув статусу міста.

### Російська імперія

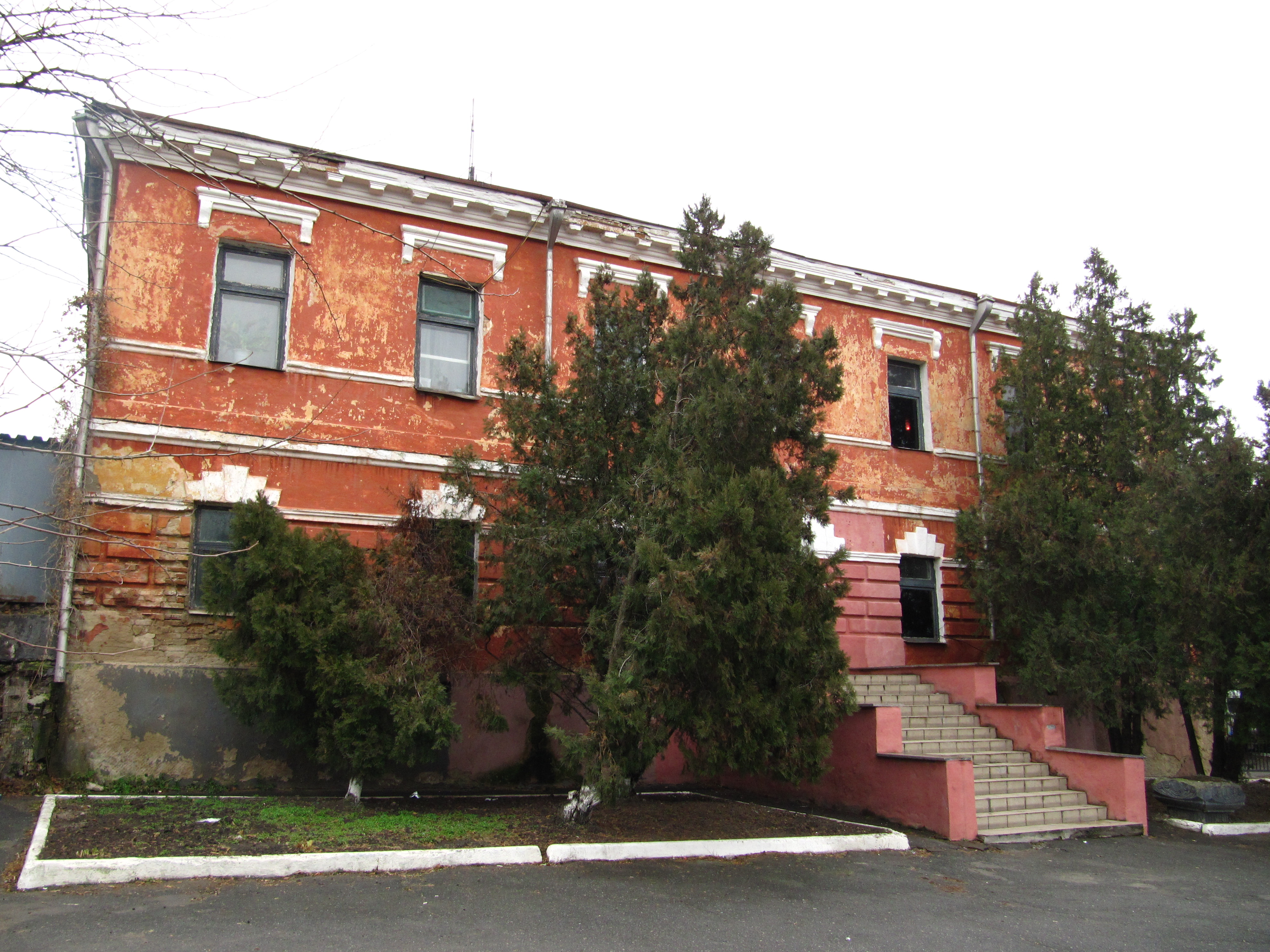
Повітові присутственні місця у Василькові

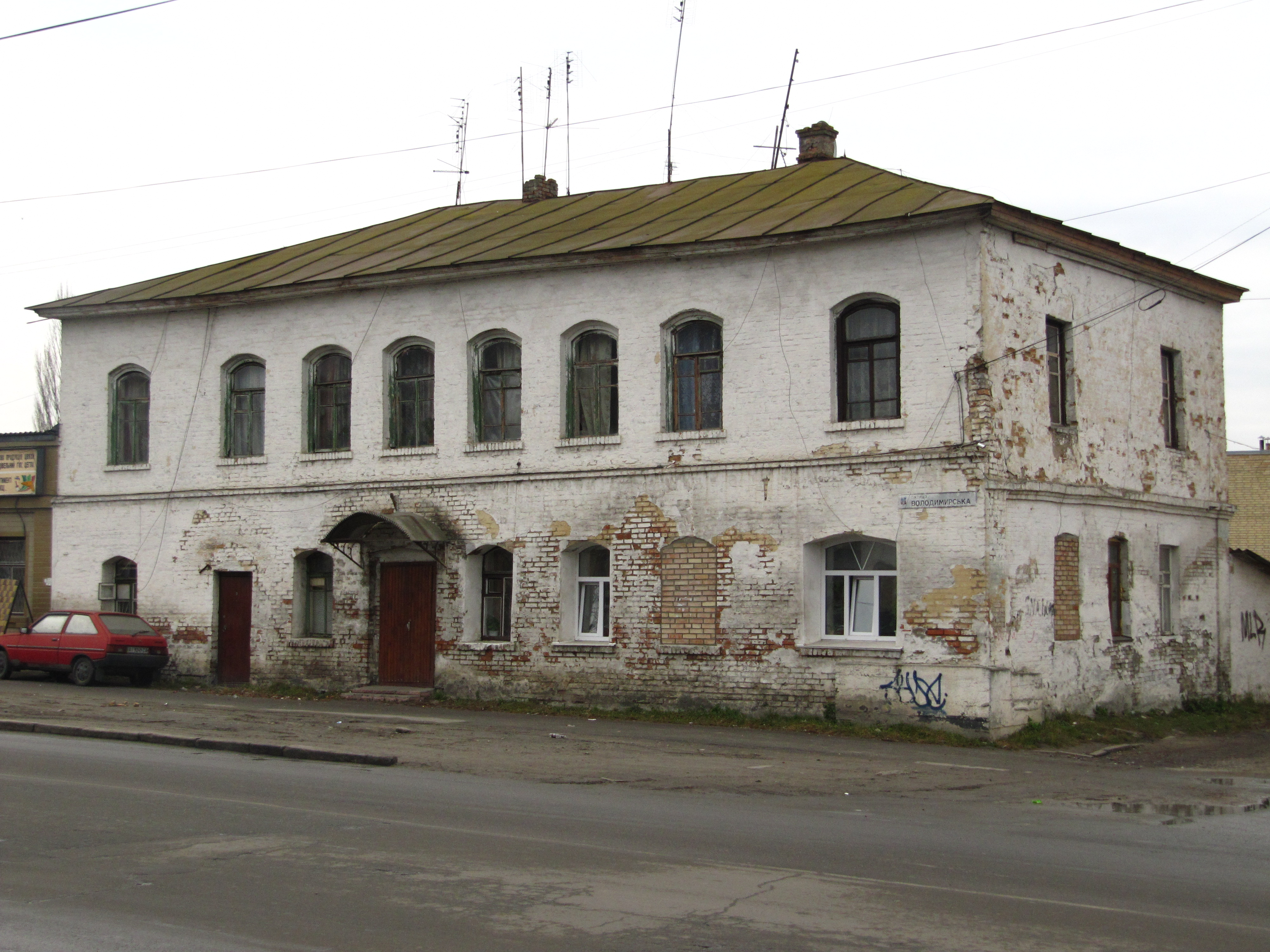
Будинок XIX століття у Василькові

У 1797 році, після приєднання до Росії (подія відбулася 1795 року) Правобережної Київщини, Васильків стає центром повіту. Саме місто доти входило до Київського повіту і було прикордонним з боку Російської імперії.
1825 року військові частини, що тут базувалися, брали участь у повстанні декабристів. У грудні розквартирована тут армія без жодного пострілу здається повстанцям-декабристам на чолі з Михайлом Бестужевим-Рюміним. Уже під новий 1826 рік до Василькова прибуває Сергій Муравйов-Апостол із сумною звісткою. За кілька днів повстання остаточно придушують. Неодноразово, ще з кріпацтва, буває у Василькові Тарас Шевченко.

На шевченківський час припадає ось цей опис Василькова: 
|  | Настоящее состояние Василькова довольно ничтожно. В нем всего только два каменных дома, улицы не мощенные, множество неопрятных деревянных хижин оскорбляют взор путешественника. Церквей в нем 4, из которых 3 каменные, домов вообще 700 с лишним, лавок 52, трактирных заведений 2, питейных домов 33. |

Проте, у другій половині XIX століття в містечку мешкає вже понад десять тисяч жителів, діють кілька фабрик (тютюнові, миловарні), заводів (цегельні, цукроварні, свічкові, пивоварні). Проводяться ярмарки, розвивається підприємництво. Статистика 1897 року: 13 крамниць, 15 рундуків, 48 шинків і 7 трактирів.

### XX століття

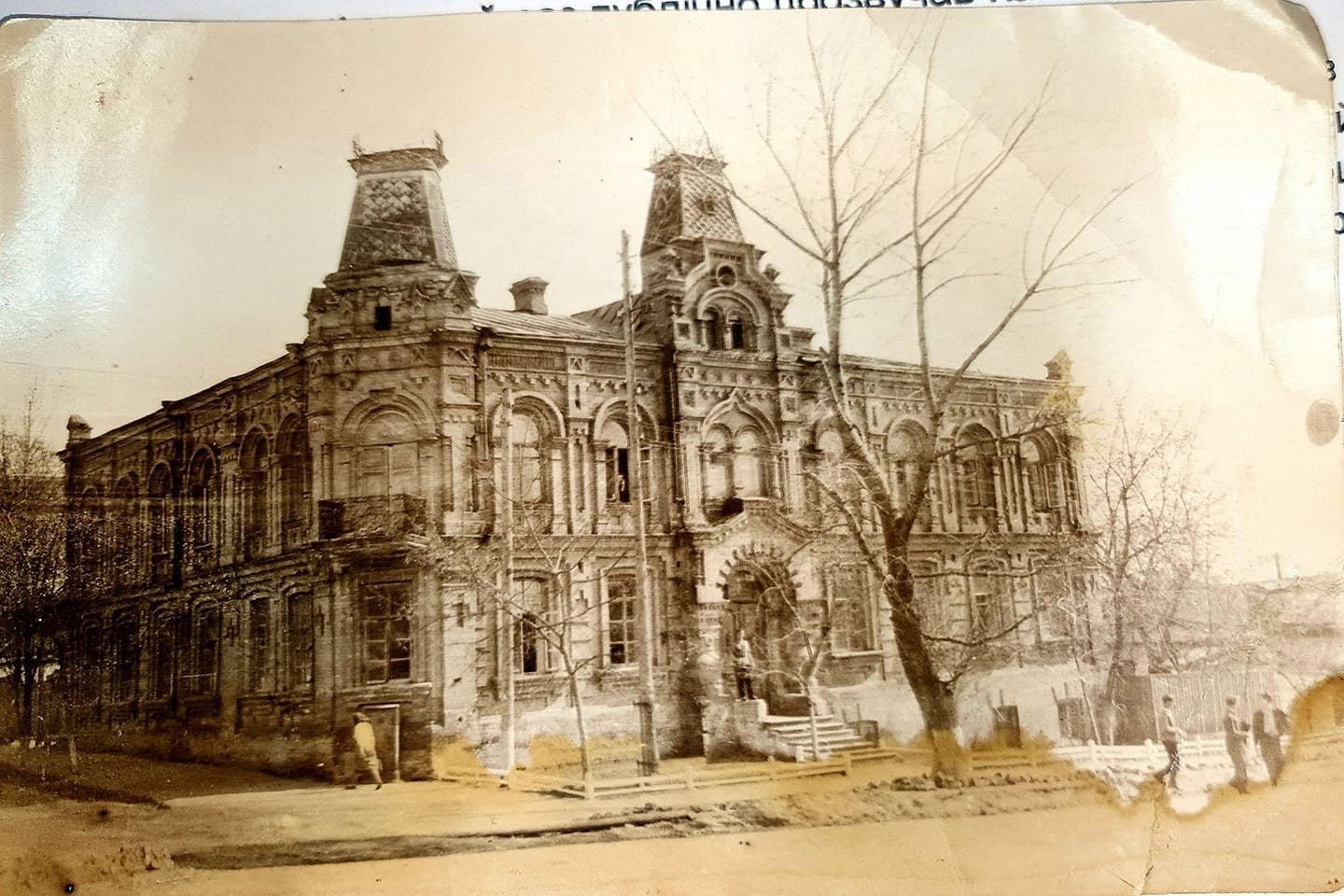
Будівля міської управи (1956)

У 1918—1919 роках місто декілька разів звільнялося від більшовицького контролю Українською армією, 28 лютого відбувся Васильківський бій. 5 квітня місто зайняли повстанці отамана Зеленого, до цих сил приєдналися селяни 7 навколишніх сіл. Під час визвольних змагань, Марко Шляховий, він же отаман «Кармелюк», базував в урочищі Кладова неподалік села Дзвінкова повстансько-селянський загін, який вів бойові дії проти окупантів разом з підрозділами отамана Зеленого. З 1920-го — під більшовицькою владою. 24 серпня 1919 року під час наступу на Київ до Василькова підійшли частини Армії УНР. За доповідями патрулів місто було зайняте ворожою піхотою. Після бою Васильків від окупаційних російських військ був звільнений Кінним полком Чорних Запорожців. Після революційних років Васильків став районним центром.
Наприкінці 1920-х років минулого століття значна частина населення міста працювала на заводі дубильних екстрактів, 4-му держшкірзаводі та інших підприємствах. Багато жителів займалось кустарними промислами: вичиняли шкіру, шили та ремонтували одяг і взуття. Характерною особливістю економічного розвитку Василькова в 30-ті роки був широкий розвиток кооперації.
У 1927 році діяли 4 шкіряні артілі, які того ж року об'єднались в артіль ім. Першого травня. Працювало кілька товариств: споживче, кооперативно-орендно-позичкове, сільськогосподарське, кредитне та ін.
У 1929 році на базі декількох кооперативних об'єднань створено завод «Транспортер», який випускав дрібний сільськогосподарський інвентар. На території сьогоднішнього ринку працював деревообробний завод. У місті працювали артіль «Керамік», гончарні цехи якого виготовляли посуд, вишивальна артіль, де виготовляли одяг, рушники, білизну. Працював млин. У місті працювали установи і організації, діяли лікарні, де працювали кваліфіковані лікарі і фельдшери. Не менш важливим і складним завданням була організація народної освіти й культурно-масової роботи. В місті в 2-х будинках синагог відкрилися школи (№ 2). Розвивалась торгівля, працювали трактири, обмінні пункти, постійно діяв базар, на якому було багато критих рундуків (ларьків). На ринку можна було купити все: від коня до гвіздка. Недарма жителі сіл називали Васильків «купи-продай».
У вересні 1930 року була започаткована газета «За більшовицькі темпи», яка стала рупором радянської влади, диригентом здійснення програми колективізації і Голодомору.
У 1930-ті роки у Василькові був дитячий будинок для безпритульних дітей. Саме цей заклад в період Голодомору 1932—1933 років врятував життя багатьом дітям, яких деякі селяни змогли привезти і залишити на місцевому базарі, де їх забирали міліціонери. Ще з однієї синагоги було зроблено залізничний вокзал.
Початок 1930-х років увійшов в історію міста, як період різкого повороту від політики НЕП, яка давала певний, хоча й контрольований більшовицькою владою, простір для підприємництва і розвитку приватної ініціативи в усіх сферах виробництва, до практично повного знищення приватної власності.
До 1933 року в місті проживало приблизно 10 тис. населення. Організований в українському селі штучний голод, який забрав життя тисяч жителів Васильківського району, зачепив і місто. Його населення, яке складалось на 49 % з єврейських родин, хоч і жило у своїй переважній більшості незаможно, але не голодувало. Службовці державних установ і організацій, працюючі на підприємствах і в різних артілях отримували крім заробітної плати продуктові пайки, тому хоч і жили впроголодь, але від голоду не помирали. А от у прилеглих селах люди пухли і навіть мерли від голоду. Прикладом може стати село Піски, яке з часом було поглинуте містом. У ньому від голоду померли десятки людей.
З 1935 року Васильків за офіційною класифікацією втратило статусу селища, а набуло статусу міста. У 1975 році Васильків отримав статус міста обласного підпорядкування.
В місті розташована Васильківська повітряна база, яка заснована під час  «холодної війни».
У 2015 році біля села Крячки Васильківського району Київської області сталася масштабна пожежа на нафтобазі БРСМ, наслідки якої вплинули на екологічну ситуацію у місті Васильків.
25 жовтня 2020 року обрана міським головою Наталія Баласинович).

### Російське вторгнення в Україну (з 2022)
24 лютого 2022 року, приблизно о 05:10, на початку російського вторгнення в Україну, було завдано ракетних ударів по Васильківському аеродрому, розташованого на півночі міста. Упродовж дня аеродром і саме місто зазнавали повторних ракетних ударів, також активно діяли ворожі ДРГ.
26 лютого, опівночі, поблизу міста був збитий російський Іл-76 МД з десантом на борту, проте частина десанту змогла висадитись та проникнути до центра міста на вулицю Декабристів, почались сильні бої, внаслідок обстрілу аеродрому зайнялася пожежа на місцевій нафтобазі Попри запеклі бої, зранку весь десант у Василькові був знищений. Згодом ворог зробив невдалу спробу висадитись у селах Крушинка та Плесецька. Як стало відомо пізніше, в операції брав участь 331-й полк 98-ї повітрянодесантної дивізії ЗС РФ (м. Кострома); залишки десанту, що переховувалися в лісах, остаточно ліквідовані до середини березня; знищений командир полку Сухарєв.
28 лютого 2022 року, о 19:10, внаслідок бомбових ударів по Василькову, Калинівці та Білій Церкві було зруйновано п'ятиповерховий гуртожиток і два п'ятиповерхових житлових будинки.
12 березня 2022 року по аеродрому було завдано 8 ракетних ударів, одна з них влучила у склад боєприпасів, внаслідок чого аеродром був повністю знищений.

### Втрати серед військовослужбовців ЗСУ
24 лютого 2022 року в місті загинув В'ячеслав Радіонов внаслідок особистих мужніх дій, завдяки яким повний склад літаків бригади піднявся у повітря в місті Василькові, що врятувало їх від ракетного удару.
26 лютого 2022 року під час бою поблизу міста загинули військовослужбовці 128-ї ОГШБр старший солдат Василь Марчук та солдат Павло Нікітчук.

## Населення

### Національний склад
Розподіл населення за національністю за даними перепису 2001 року:
| Національність  | Відсоток |
| --------------- | -------- |
| українці        | 88.61%   |
| росіяни         | 9.60%    |
| білоруси        | 0.56%    |
| євреї           | 0.27%    |
| поляки          | 0.10%    |
| інші/не вказали | 0.86%    |
| Усього          | 100%     |

### Мовний склад
Рідна мова населення за даними перепису 2001 року:
| Мова            | Кількість | Відсоток |
| --------------- | --------- | -------- |
| українська      | 34339     | 87.29%   |
| російська       | 4795      | 12.19%   |
| білоруська      | 54        | 0.14%    |
| ромська         | 29        | 0.07%    |
| вірменська      | 11        | 0.03%    |
| інші/не вказали | 112       | 0.28%    |
| Усього          | 39340     | 100%     |

## Місцева влада

### Вибори міського голови Василькова 2013 року
21 березня 2013 року Верховна Рада України призначила на 2 червня позачергові вибори міського голови у м. Василькові та Алчевську.
Під час виборів мера Василькова 2 червня 2013 року фіксували порушення виборчого процесу (зокрема, наявність недійсних бюлетенів, незаконна видача бюлетенів, «каруселі», невключення до виборчих списків, масове вкидання та зникнення бюлетенів), перешкоджання роботі спостерігачів представників «УДАРу» та громадяської мережі «ОПОРА» (недопуск або видалення з виборчої дільниці), незаконна агітація та інші види порушень. Також про можливі провокації та фальсифікації заявляли представники «Партії регіонів» та «УДАРу». Також існували проблеми з висвітленням виборів у деяких ЗМІ та громадських організацій. Явка виборців була низькою, і після закриття виборчих дільниць була зареєстрована суттєва затримка з інформацією про явку. Перемогу Володимира Сабадаша зафіксували результати екзит-полу, а за даними паралельного підрахунку голосів громадянської мережі «ОПОРА» також переміг В. Сабадаш з підтримкою у 30,39 % голосів виборців. Голова Комітету виборців України О. Черненко заявив, що фальсифікації не були зафіксовані, але процедурні порушення в ході голосування і підрахунку голосів могли вплинути на результати виборів
3 червня 2013 року територіальна виборча комісія затвердила протокол з результатами виборів міського голови Василькова з окремою думкою члена комісії Галини Литвиненко, за якими перемогу святкував кандидат від «Партії регіонів» Володимир Сабадаш (30,39 % або 3395 голосів виборців), 2-е місце посів кандидат від «УДАРу» Сергій Сабов (28,25 % або 3155 голосів виборців), а 3-тє — кандидат від партії «Єдність» Валерій Попович (26,38 % або 2947 голосів виборців).
Кандидат від «УДАРу» Сергій Сабов заявив, що оскаржуватиме результати виборів.

## Економіка

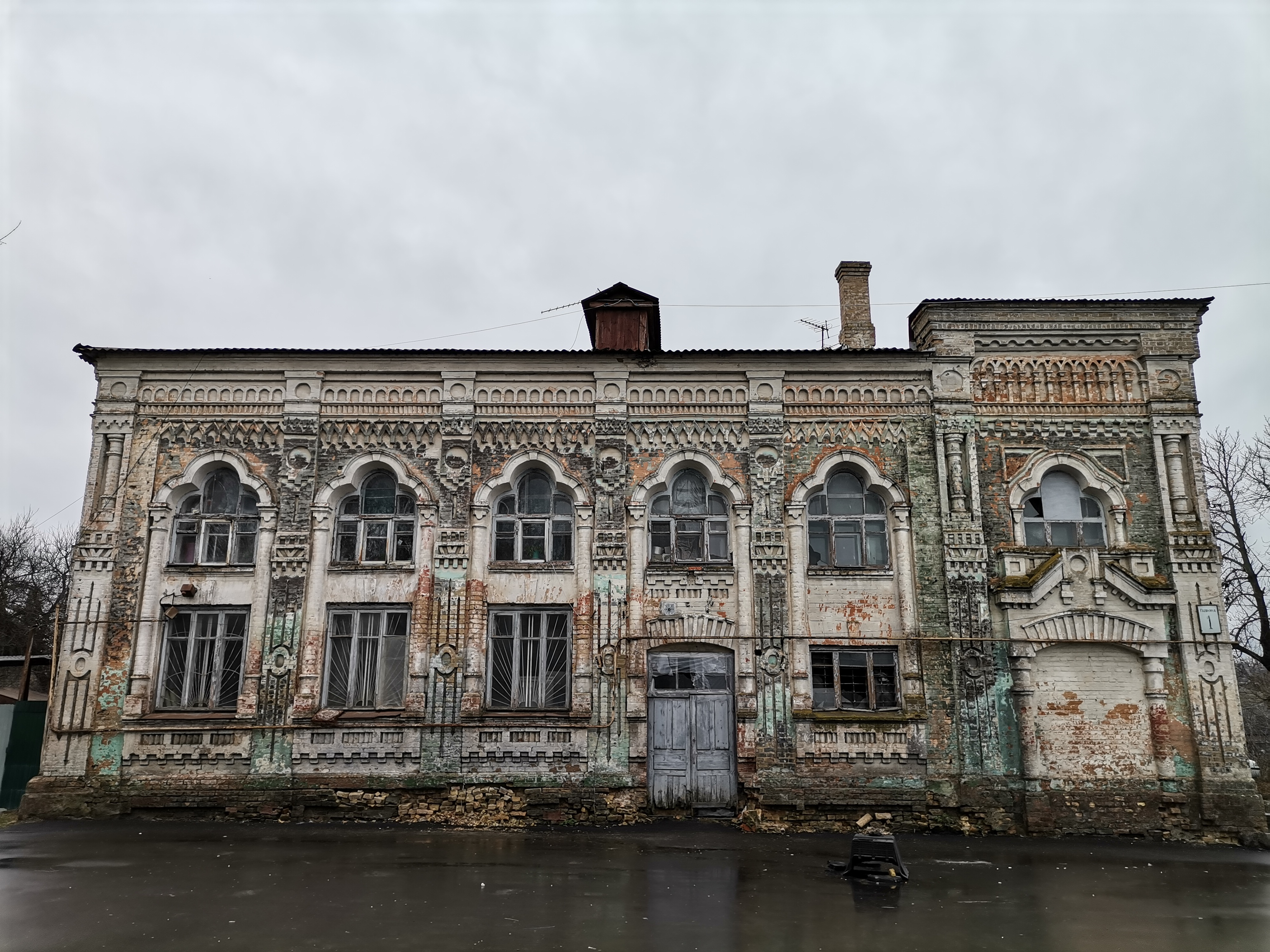
Залізнична станція «Васильків-Центр», колишня синагога «Бейкер»

У Василькові працюють підприємства харчової, легкої, обробної та інших галузей промисловості. У місті розвивається мале підприємництво.
Головні підприємства Василькова:
- ТОВ «СлаВа» — одним із засновників товариства є КП «Васильківська шкірфірма». Підприємство виготовляє жорсткий шкіртовар та напівфабрикат, деталі низу взуття та клей міздряний. Обсяг виробництва підприємства становить близько 27 % від обсягу виробництва в цілому по місту.
- ВАТ «Васильківський завод холодильників». — основні види промислової продукції підприємства — труби теплоізольовані. Крім того, підприємство виготовляє інші вироби побутового призначення: вироби з дерева, меблі, гіпсокартонні системи, пінобетон, труби поліетиленові для газу/води.
- ТОВ «ВЗХ-Стар» — засновником товариства є ВАТ «Васильківський завод холодильників». Основною продукцією, яку виробляють на підприємстві є холодильні агрегати міні-бару, запчастини для холодильників, також підприємство здійснює роботи промислового характеру (ремонт холодильних агрегатів, наповнення деяких видів промислових газів в балони).
- ДП АТ «„Київхліб“ Васильківський хлібозавод» — основною діяльністю підприємства є виробництво хліба та хлібобулочних виробів. Щодня випікається більше 20-ти найменувань продукції, а загалом освоєно її випуск понад 50 найменувань, з них понад 10 — хліба. У 2010 році, через рішення щодо реорганізації, підприємство припинило свою діяльність[65].
- ЗАТ «Васильківхлібопродукт» — підприємство займається виробництвом та реалізацією борошна, крупи манної, висівки та комбікормів. В обсягах виробництва продукції в цілому по місту близько 25,6 % — обсяг виробництва ЗАТ «Васильківхлібопродукт».
- ТОВ «Хімтек» — займається виготовленням пакувальної тари з поліетилену.
- ДП «Стімекс-Профіль» — на виробничих площах займається виробництвом сучасних віконних виробів, металопластикових, алюмінієво-світлопрозорих конструкцій.
- ТОВ ВФ «Санрайс» — займається виробництвом пиломатеріалів, дошки для підлоги.
- ТОВ «Васильків-млин» — на підприємстві виготовляють борошно, круп'яні та макаронні вироби.
- ПП «Васильківська майоліка» — створене у 2005 році на базі промислових приміщень заснованого у 1928 році «Васильківського майолікового заводу». Підприємство випускає керамічну продукцію.
- ВАТ «Васильківський шкірзавод» — спеціалізується на виготовленні хромових шкір для рукавичок, верху взуття, підкладки із свиної шкірсировини і шкірсировини великої рогатої худоби. У наш час[коли?] основний вид продукції — хромовий напівфабрикат, що йде переважно на експорт. У 2018 році підприємство припинило своє існування через визнанням його банкрутом[66].

29 вересня 2021 року Міністр оброни України та генеральний директор компанії «Baykar» підписали Меморандум про співпрацю щодо будівництва та облаштування спільного навчально-випробувального центру, який «Baykar» побудує на землях поблизу Василькова. Призначення центру — обслуговування, поточний ремонт, модернізація турецьких БПЛА, а також навчання й підготовка персоналу.

## Транспорт
На цей час у Василькові є автомобільний та залізничний транспорт (якщо не враховувати навчальний аеродром)

### Автобусне сполучення
- № 280 — Здоровка — Київ (  «Виставковий центр»)
- № 303 — зупинка «Комісарова гора» — Київ (  «Виставковий центр»)
- № 756 — с. Погреби — Київ (  «Виставковий центр»)

### Маршрутне таксі
- № 1 — ЗП «Комісарова гора — Калинівка»
- № 2 — ЗП «Комісарова гора — масив Глеваха»
- № 3 — ЗП «Комісарова гора — Військове містечко #11»
- № 4 — ЗП «Комісарова гора — Масив»
- № 5 — ЗП «Масив — Військове містечко»

### Проєкт тролейбусної системи
У 1972—1977 роках було створено проєкт по розвантаженню міста Києва від периферійного транспорту, в якому було зазначено створити маршрут «Обухів — Конча-Заспа — Вишневе — Фастів (включаючи Васильків)». Та про цей проєкт згодом просто забули.
У 2000-ні роки про цей проєкт згадали, і, як наслідок, у бік Василькова було збудовано 5 станцій Оболонсько-Теремківської лінії Київського метрополітену. Відповідно з проєктом, після завершення будівництва станції метро «Теремки», мало бути  започатковане будівництво тролейбусного маршруту до військового містечка № 11. Практично залишилося змонтувати контактну мережу  для тролейбуса, а дорога з можливістю одностороннього руху вже побудовано до містечка .
Станцію «Теремки» було відкрито 6 листопада 2013 року, проте проєкт тролейбусної лінії так і не було втілено.

#### Залізничне сполучення
29 грудня 2021 року «Укрзалізниця» відкрила рух приміських  електропоїздів сполученням Васильків — Київ-Пасажирський, в рамках проєкту «Kyiv City Express».

## ЗМІ
Засоби масової інформації Василькова:
- друковані:
  - Васильківська міськрайонна громадсько-політична газета «Життя і слово» (2737 примірників);
  - Васильківська міжрайонна рекламно-інформаційна газета «Вечірній Васильків» (3000 примірників);
  - Васильківська рекламно-інформаційна газета «Діловий Васильків» (20 000 примірників);
  - Васильківська рекламно-інформаційна газета «Контакт плюс» (до 0,5 ум. друк. арк. / 4 стор.ф-ту А4 / 1 раз на місяць);
  - Васильківська міськрайонна громадсько-політична газета «Новий Васильків» (8 ум. друк. арк., 2 рази на місяць);
- радіо:
  - редакція Васильківського міськрайонного радіомовлення.
- інтернет Інформаційно-новинний сайт міста Василькова

## Освіта
1. Дванадцять дитсадків:
- Васильківський дошкільний навчальний заклад № 1 «Журавлик»
- Васильківський дошкільний навчальний заклад № 2 «Барвінок»
- Васильківський дошкільний навчальний заклад № 3 «Джерельце»
- Васильківський дошкільний навчальний заклад № 4 «Сонечко»
- Васильківський дошкільний навчальний заклад № 5 «Дзвіночок»
- Васильківський дошкільний навчальний заклад № 6 «Малятко»
- Васильківський дошкільний навчальний заклад № 7 «Іскорка»
- Васильківський дошкільний навчальний заклад № 8 «Пролісок»
- Васильківський дошкільний навчальний заклад № 9 «Тополька»
- Васильківський дошкільний навчальний заклад № 10 «Ластівка»
- Васильківський навчально-виховний комплекс «ЗОШ I—III ступенів — дошкільний навчальний заклад» № 4
- Васильківський дошкільний навчальний заклад № 12 «Дюймовочка»

2. Вісім загальноосвітніх шкіл з 9 шкіл працюють (5 школи давно вже немає),
3. Вечірня школа,
4. Спеціалізована школа-інтернат,
5. Навчально-виховне об'єднання,
6. Васильківський коледж Національного авіаційного університету (до 2006 року — Васильківський коледж Повітряних сил України)
7. Комунальний Навчальний Заклад Київської Обласної Ради «Васильківський Професійний Ліцей»

## Культура
Заклади культури Василькова:
- міськрайонний будинок культури;
- кінотеатр «Дружба»;
- дитяча школа мистецтв.
- міська бібліотека.

У місті працюють музеї:
- Історико-краєзнавчий музей;
- Музей васильківської майоліки;
- Музей Авіації.

Васильківська дитяча школа мистецтв

У Василькові діє понад 15 гуртків і клубів за інтересами.
- В місті діє велоклуб «ВелоВасильків» [Архівовано 8 березня 2022 у Wayback Machine.]

### Вироблення фільмів у Василькові
На території міста проходили знімання документальних та художніх теле- і кінофільмів.
Стадіон «Кристал», навколо якого відсутні високі будівлі, було обрано місцем знімання футбольних сцен для фільму «Матч» 2012 року. Сюжет засновано на серії матчів 1942 року між київськими футболістами та командами-представниками окупаційних військ. Через неприйнятне відображення українців у фільмі, він був заборонений із вересня 2014 року як антиукраїнський.
У 2013 році на стадіоні Василькова знімали деякі сцени фантастичного фільму «Загублене місце» (режисер Віталій Потрух, вийшов у прокат 1 жовтня 2015 року). За словами виконавця головної ролі Андрія Джеджули, у Василькові «знімали напівпокинутий стадіон… Там знімався фільм „Матч“, і… після них ледве встигли свастики познімати».
На території однієї з військових частин міста було знято 12-серійний телефільм «Гвардія» 2015 року про становлення нової Національної гвардії України у 2014 році та героїзм гвардійців під час проведення антитерористичної операції на сході країни (2014—2017 рр.).

### На Хаті рекордз
У місті розташована студія звукозапису «На Хаті рекордз» — одна з найбільших в Україні.

## Релігія

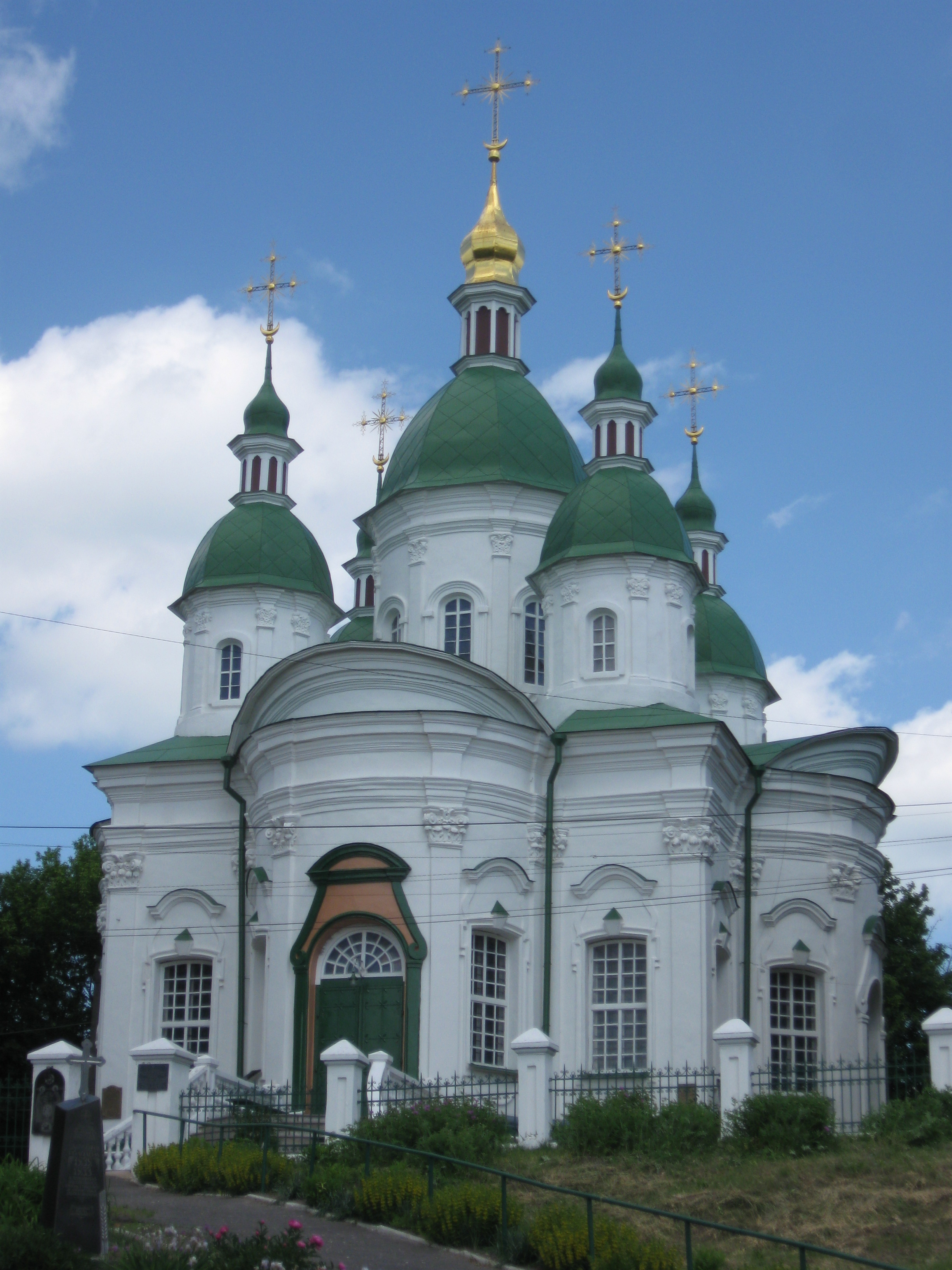
Собор Антонія і Феодосія

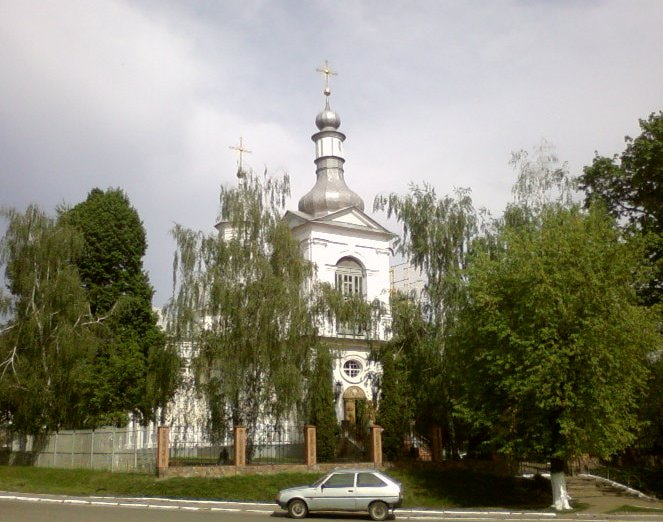
Церква святого Миколая

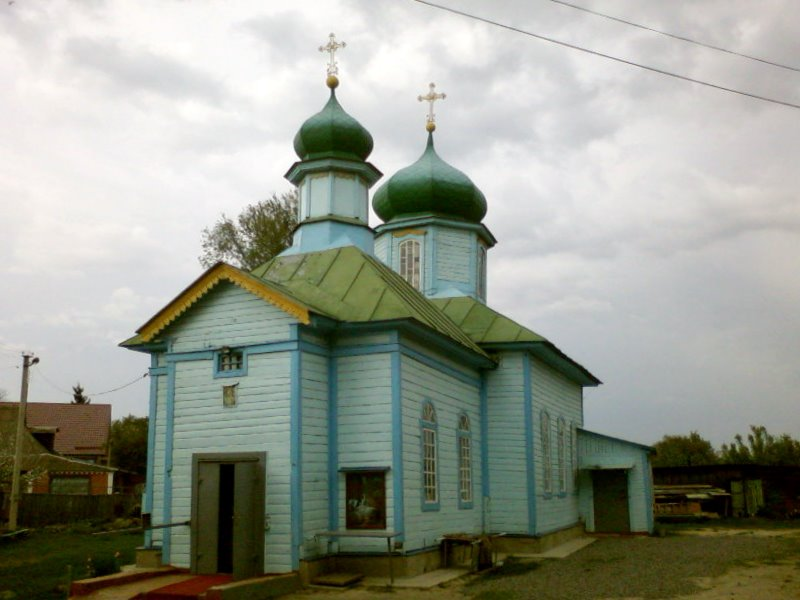
Церква Різдва Богородиці

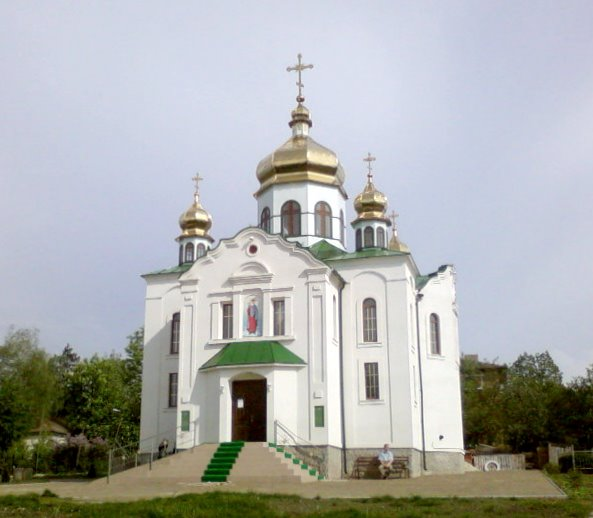
Храм Святого Рівноапостольного князя Володимира

Біля джерел духовної спадщини Василькова стоїть видатна постать його уродженця — подвижника, світоча православ'я преподобного Феодосія Печерського.
У теперішній час (2000-ні) у Василькові діють такі релігійні громади:
1. Церква Різдва Богородиці (УПЦ);
2. Собор Антонія і Феодосія (УПЦ);
3. Свято-Миколаївська Церква (УПЦ);
4. Свято-Покровська парафія (УПЦ);
5. Українська православна церква, парафія Архистратига Михаїла
6. Церква Святого рівноапостольного Великого князя Володимира (ПЦУ);
7. Церква Святого Юрія (УГКЦ)[76];
8. Церква адвентистів сьомого дня;
9. Церква Євангельських християн-баптистів;
10. Релігійна громада ХВЄ «Спасіння»;
11. Церква «Васильківський корпус, армія спасіння»;
12. Благодать і любов Христа;
13. Свідки Єгови;
14. Церква повного Євангелія харизматичне «Слово і Віра»;
15. Церква «Ковчег спасіння».

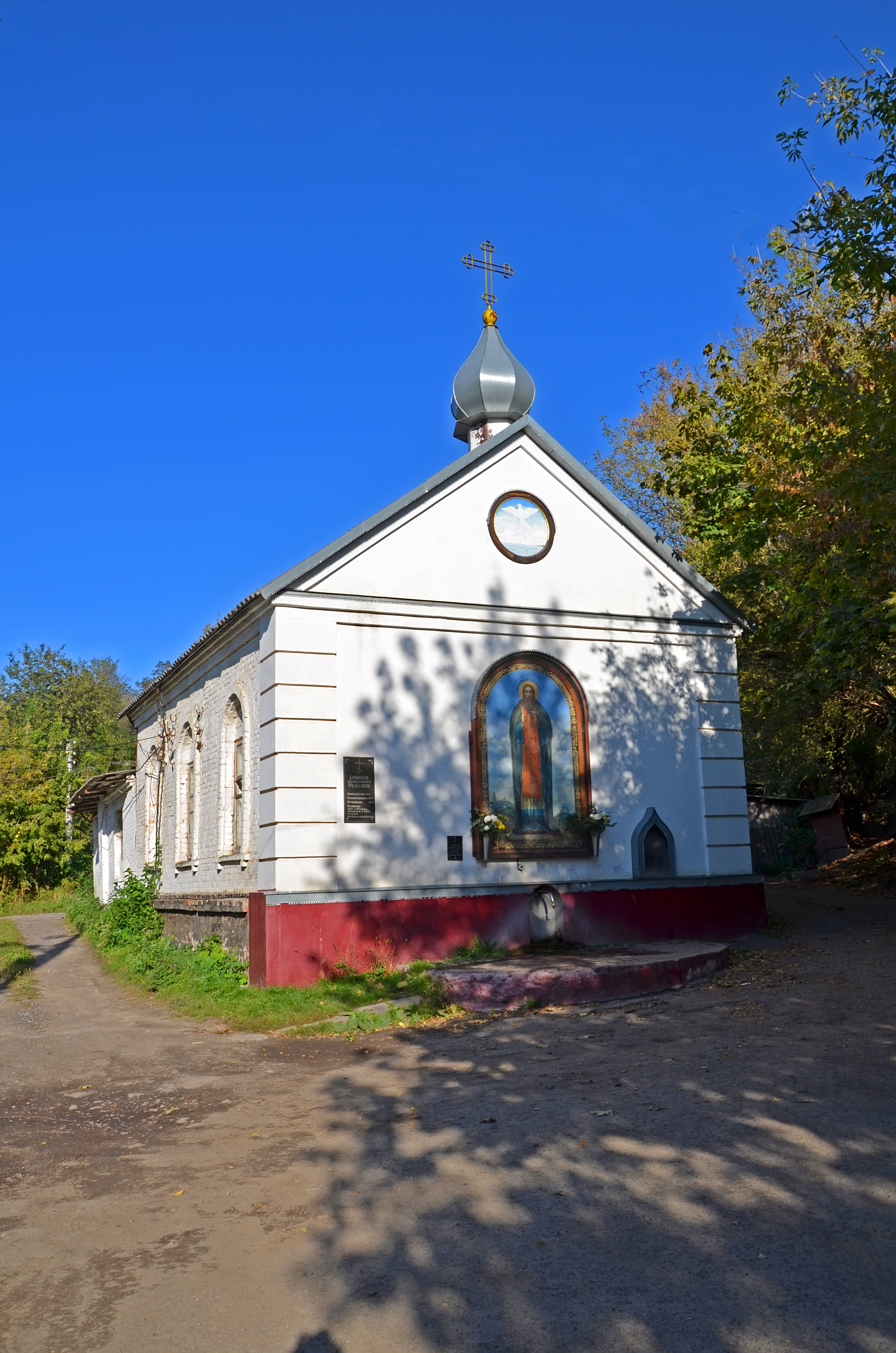
Каплиця «Криниця Преподобного Феодосія Печерського» (1832)

У Василькові чимало храмів, причому деякі з них є історико-архітектурними пам'ятками:
- Собор Антонія і Феодосія (1758);
- Свято-Миколаївська церква (1792);
- Церква Різдва Богородиці (1859);
- Храм Святого Рівно-Апостольного Великого князя Володимира;
- Каплиця «Криниця Преподобного Феодосія Печерського» (1832);
- Каплиця «Живоносне джерело» (1994);
- 2 молитовних доми.

## Пам'ятки та пам'ятники
Серед історико-архітектурних пам'яток Василькова — стародавнє городище, давні міські храми і декілька старовинних світських споруд:
- Собор Антонія і Феодосія (1758);
- Миколаївська церква (1792, вул. Шевченка, 36);
- дерев'яна Церква Різдва Богородиці (1859, вул. Декабристів, 216);
- адмінбудинок 1817 року (повітові присутствені місця), по вул. Декабристів, 1;
- колишня синагога (зараз будівля школи № 2);
- колишня синагога (зараз будівля школи № 1);
- колишня синагога, потім залізнична станція «Васильків II», зараз житловий будинок;
- паровий вальцьовий млин (млин паровий Демочані);
- городище X—XIII століть, залишки Змієвих валів.

Чимало васильківських архітектурних та історичних пам'яток у теперішній час (2000-ні) потребує коштів на реставрацію.
У Василькові — трохи більше 10 пам'ятників, переважна більшість з яких присвячена подіям та особистостям німецько-радянської війни (встановлені за СРСР), вже за незалежності були відкриті меморіал воїнів-афганців та повнофігурний оригінальний пам'ятник молодому Кобзареві.

## Декомунізація у Василькові
Процес декомунізації, що розпочався із набуттям Україною незалежності (1991 р.), у Василькові мав загальні ознаки, наприклад: позбуття ідеологічних (комуністичних) навчальних предметів, ліквідування «ленінських кімнат» у численних військових частинах Васильківського гарнізону та на державних підприємствах міста, прибирання пам'ятників Леніну та комуністичної символіки, перейменування вулиць (наприклад, центральна вулиця отримала ім'я Михайла Грушевського) тощо.
Загалом, ознаки колишнього соціалістичного минулого були позбавлені ідеологічної складової протягом 1990—2000-х років. Але черговий, масштабний, етап декомунізації у Василькові розпочався із Революцією гідності (2013—2014) та прийняттям Верховною Радою України пакету так званих «декомунізаційних законів», які визначили шляхи знищення залишків радянської ідеології, що несуть небезпеку державі.
Серед помітних зовнішніх змін у Василькові — перейменування вулиць та провулків на початку 2016 року. У період 10 жовтня — 6 листопада 2015 року було проведене громадське обговорення, 17 лютого 2016 року підготовлене рішення топонімічної комісії, 18 лютого — комісії з питань житлового та шляхового будівництва. 19 лютого 2016 року Васильківська міська рада VII скликання ухвалила рішення № 06.26-08-VII «Про перейменування вулиць та провулків міста Василькова» (оприлюднене після підпису міським головою 26 лютого 2016 року). Відповідно до цього рішення, у Василькові перейменовано 53 вулиці та провулки, які було названо на честь комуністичних діячів або подій. Топонімічні об'єкти Василькова отримали як «нейтральні» імена (Волошкова чи Патріотична вулиці), так й імена видатних постатей історії України — більш давньої (вул. Івана Мазепи чи пров. Квітки-Основ'яненка) або найсучаснішої (пров. Юрія Скляра чи вул. Олександра Лістрового).

## Переписи населення
1808 рік. Перепис євреїв орендарів закладів з продажу акцизних напоїв.

## Відомі люди
Відомі особистості, життя та діяльність яких пов'язані з Васильковом.
У невеличкому місті народилося і жило багато історичних постатей, серед яких: ігумен Києво-Печерського монастиря в XI ст. Феодосій Печерський, православний місіонер та єпископ XVIII ст. Іоанн Островський, один із перших професорів медицини та повітроплавців Іван Кашинський, сенатор Російської імперії Петро Полетика, знаменитий ізраїльський архітектор Шмуель Мєстєчкін, а також народні депутати України В'ячеслав Білоус та Геннадій Бобов, дипломат Олег Барановський, знамениті музиканти Володимир Шерстюк, Іван Денисенко, Jerry Heil, заслужений театральний режисер Андрій Білоус, лауреатка національної премії «Золота дзиґа» Віталіна Біблів та багато інших. Серед почесних громадян міста: Олексій Бубликов, нагороджений п'ятьма медалями «За відвагу»; Павло Попович, перший космонавт українського походження; Микола Матусевич, один із засновників Української Гельсінської групи.
Васильків завжди займав важливе стратегічне місце, тому його історія пов'язана із воєнними подіями, тут поховані двічі Герой Радянського Союзу, танкіст Семен Хохряков, Герой Радянського Союзу, колишній комендант військового училища Микола Бурка, Герой Радянського Союзу, льотчик Микола Кривов. Народився, жив і похований у Василькові Герой України, громадський діяч, волонтер, учасник Революції Гідності та російсько-української війни Дмитро Гончаренко.

## Галерея

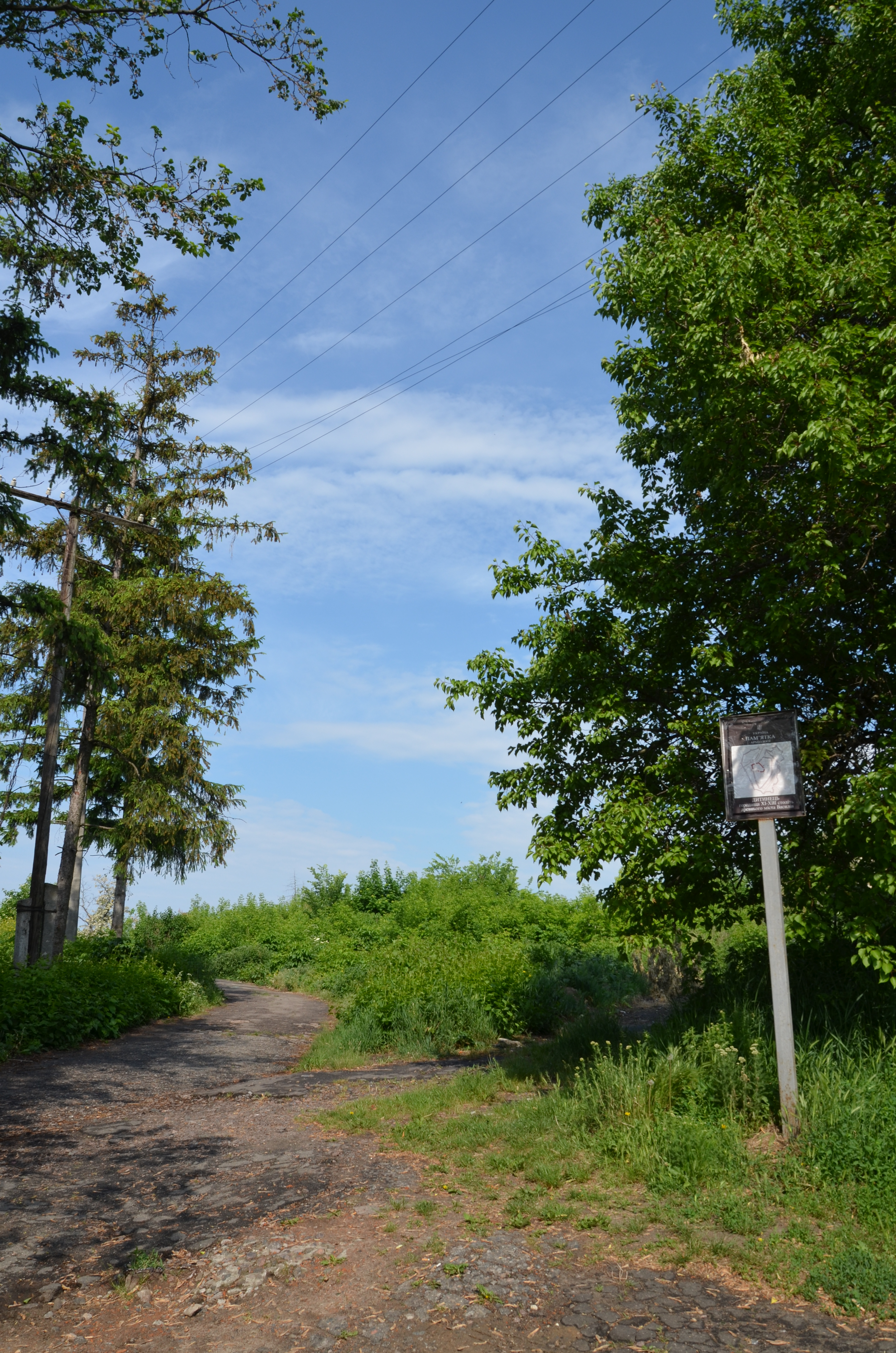
Городище літописного міста Василіва
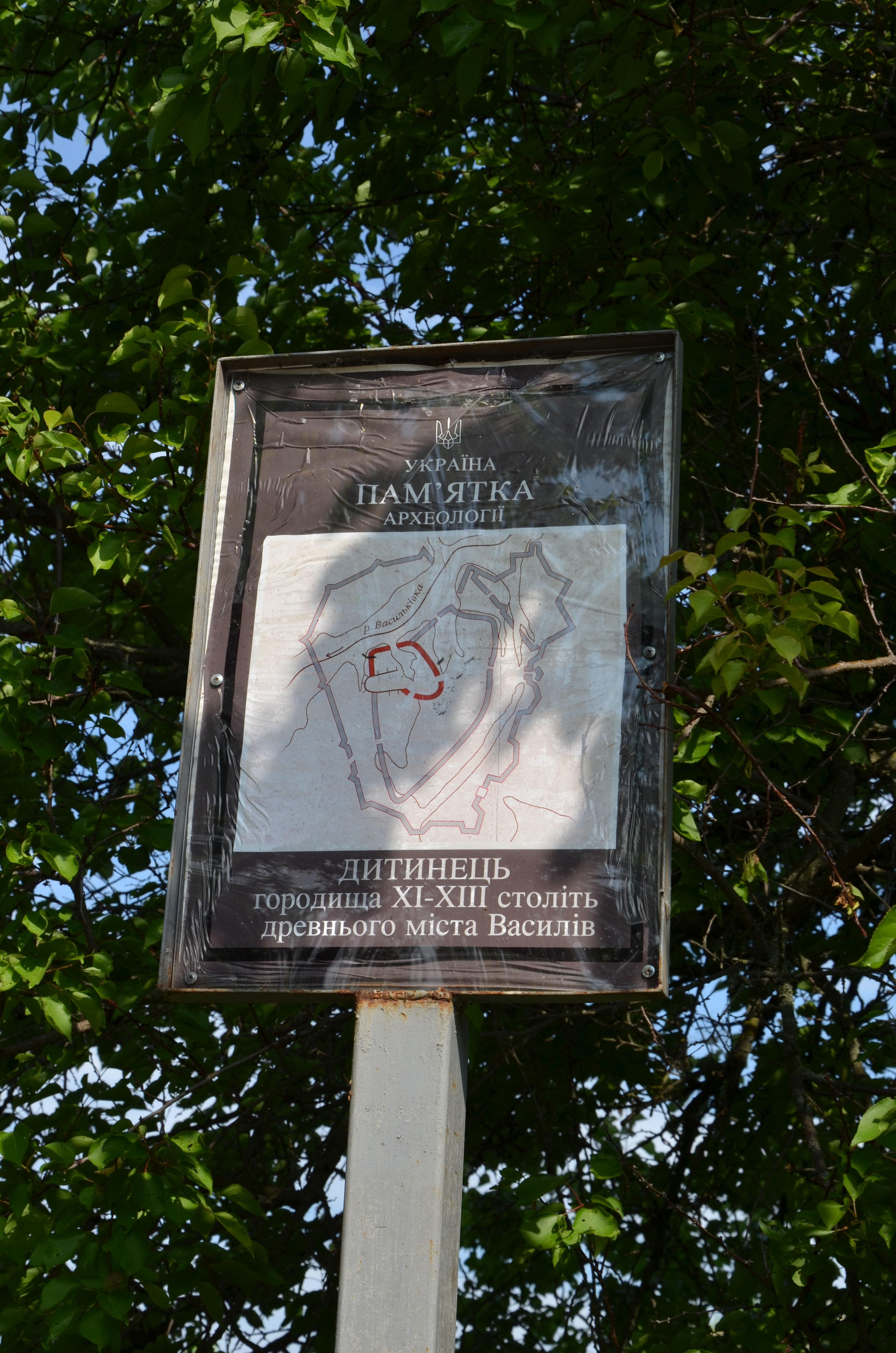
Городище літописного міста Василіва
Хрест на оглядовому майданчику поблизу княжого дитинця у Василькові
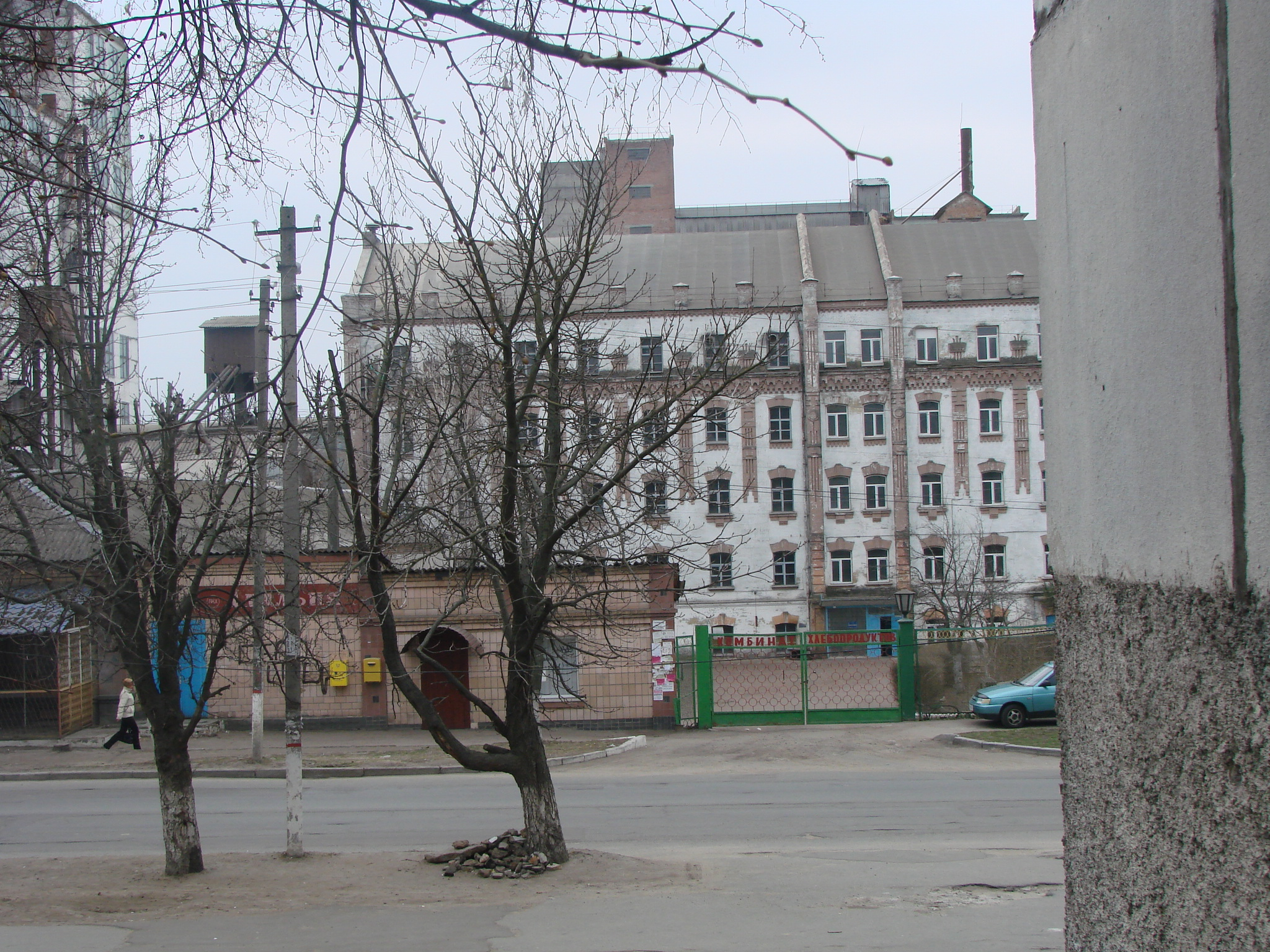
Паровий вальцьовий млин
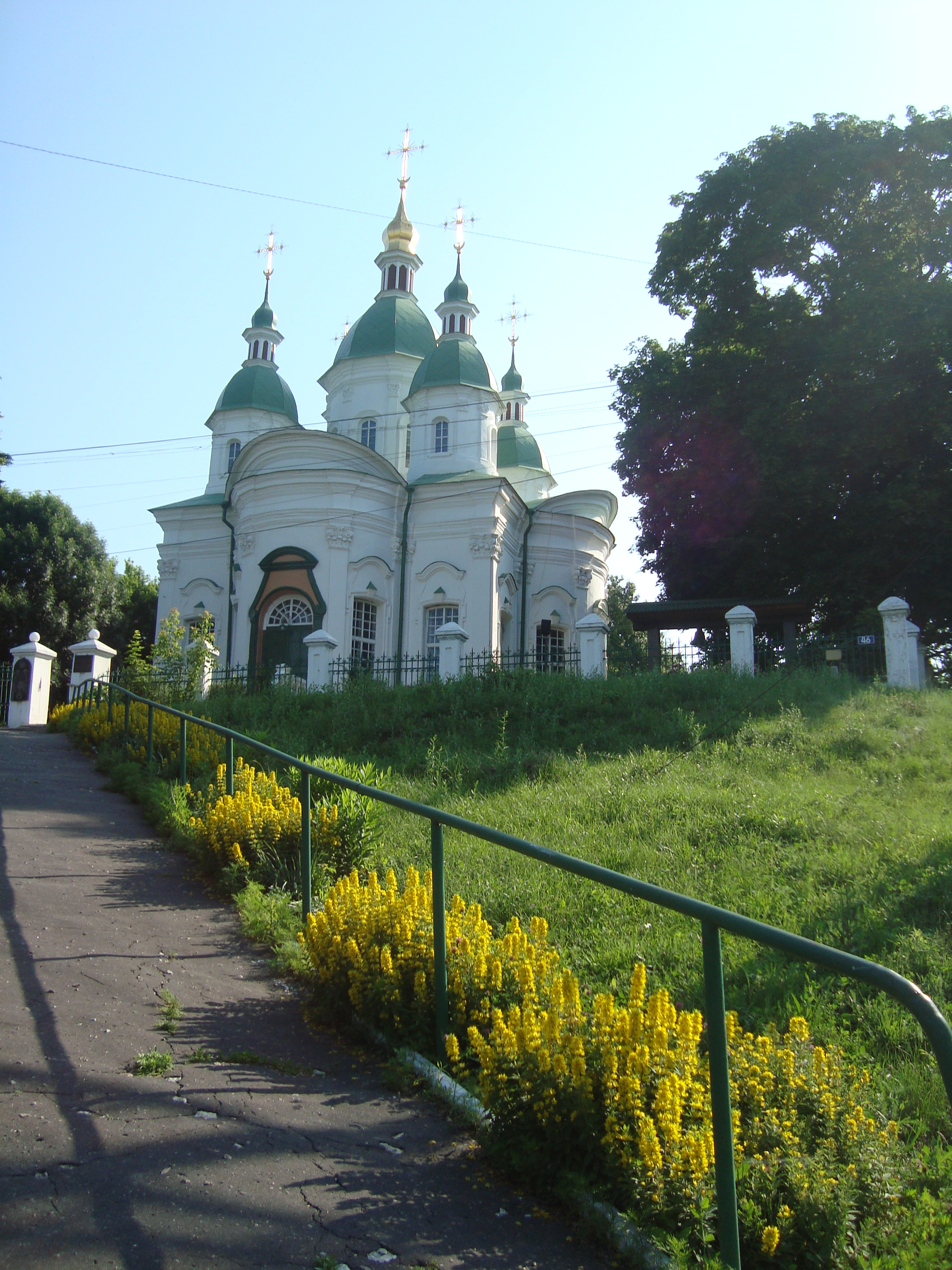
Церква Преподобних Антонія і Феодосія
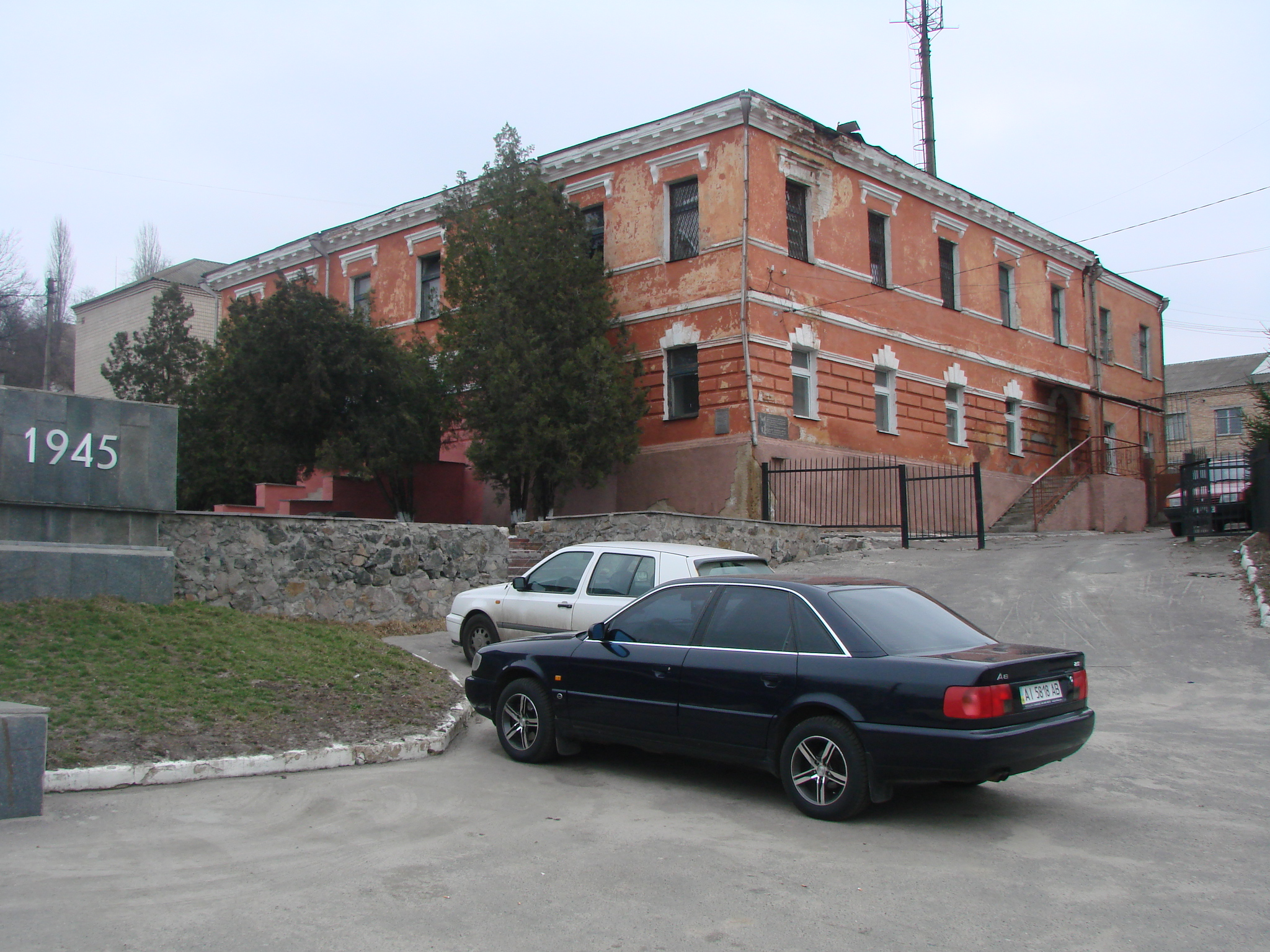
Повітові присутственні місця
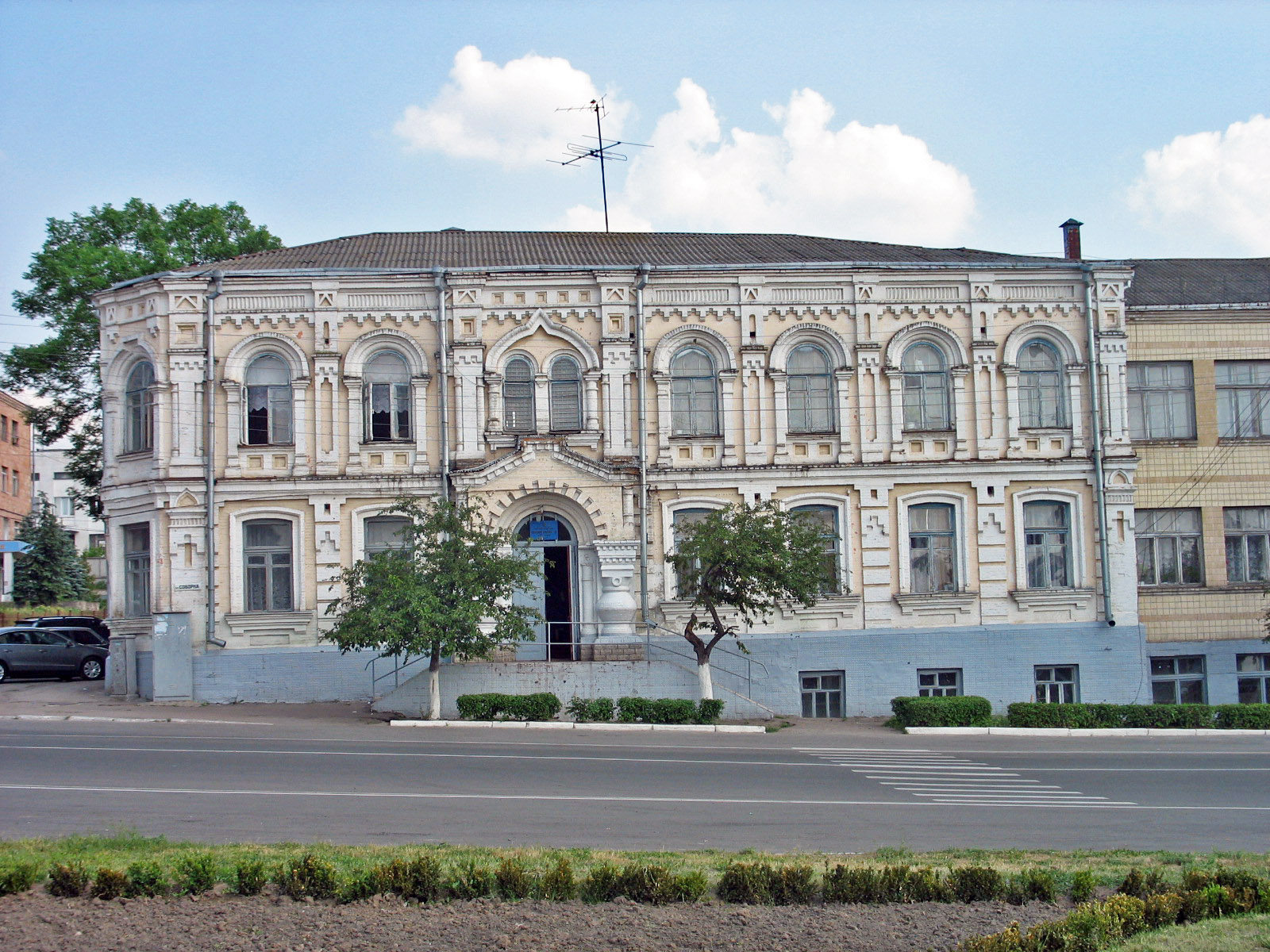
Школа № 2, вул. Соборна, 56, колишня синагога
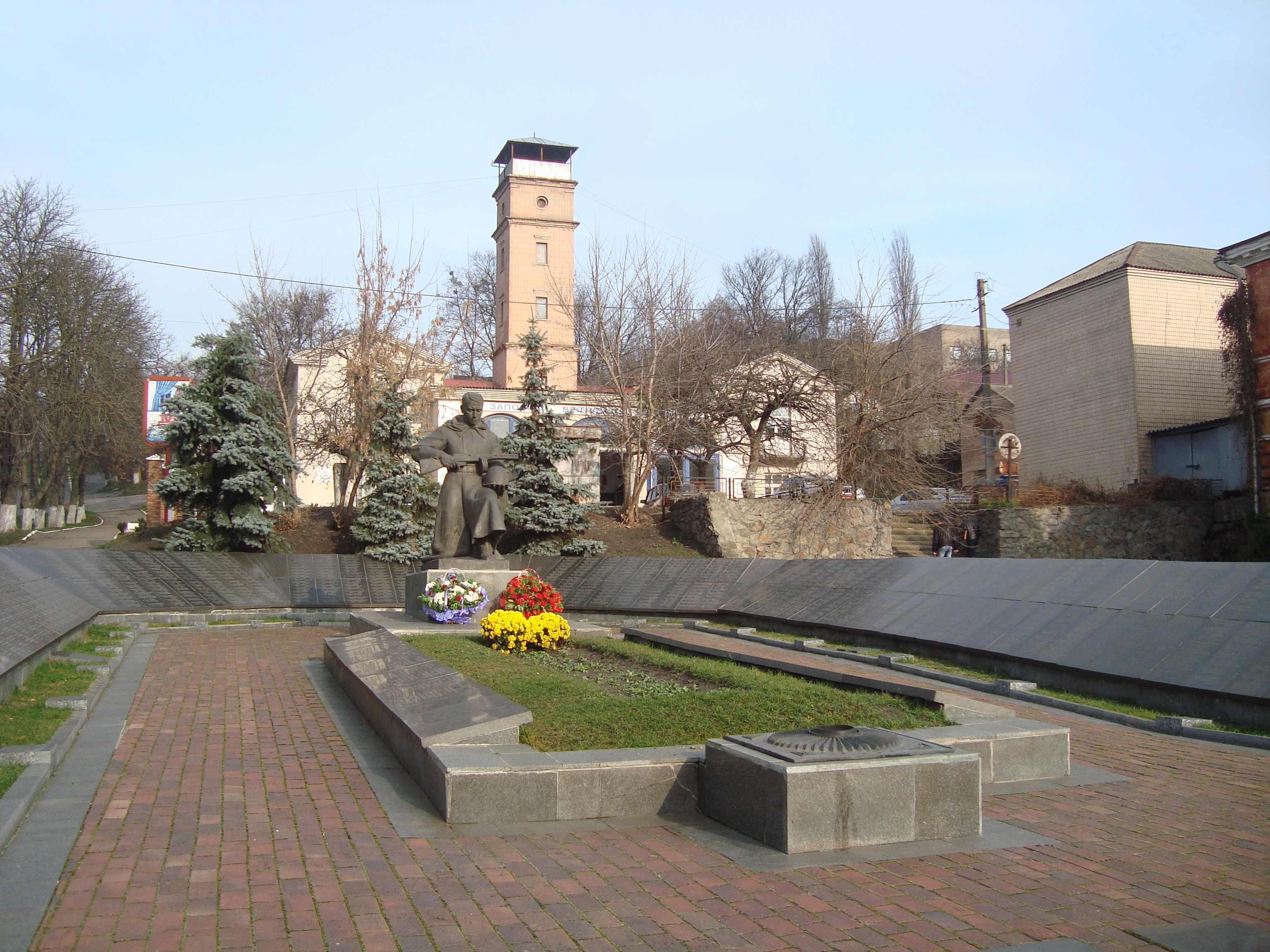
Братська могила загиблих воїнів
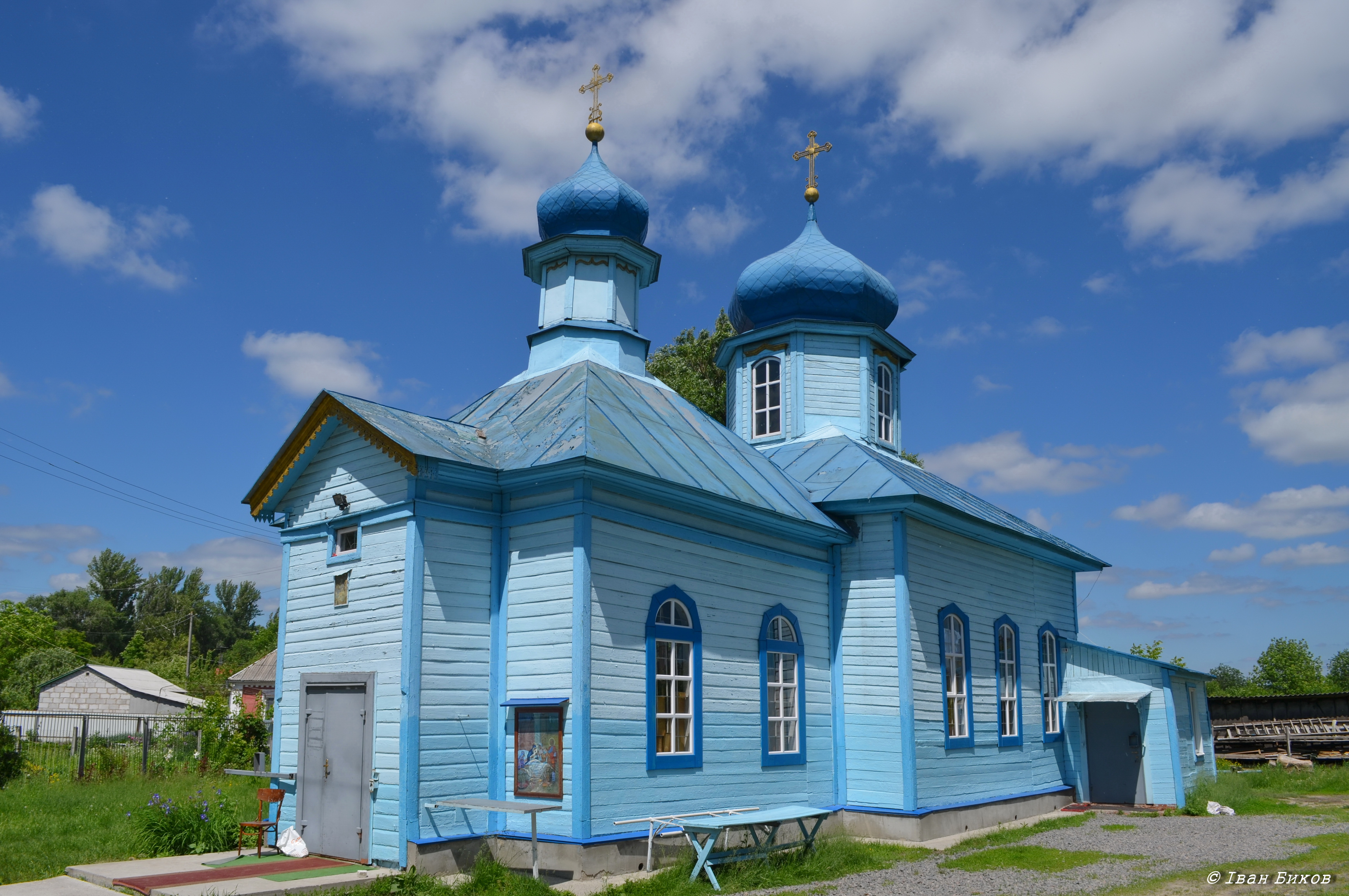
Церква Різдва Богородиці (Спаська) 1864 р.
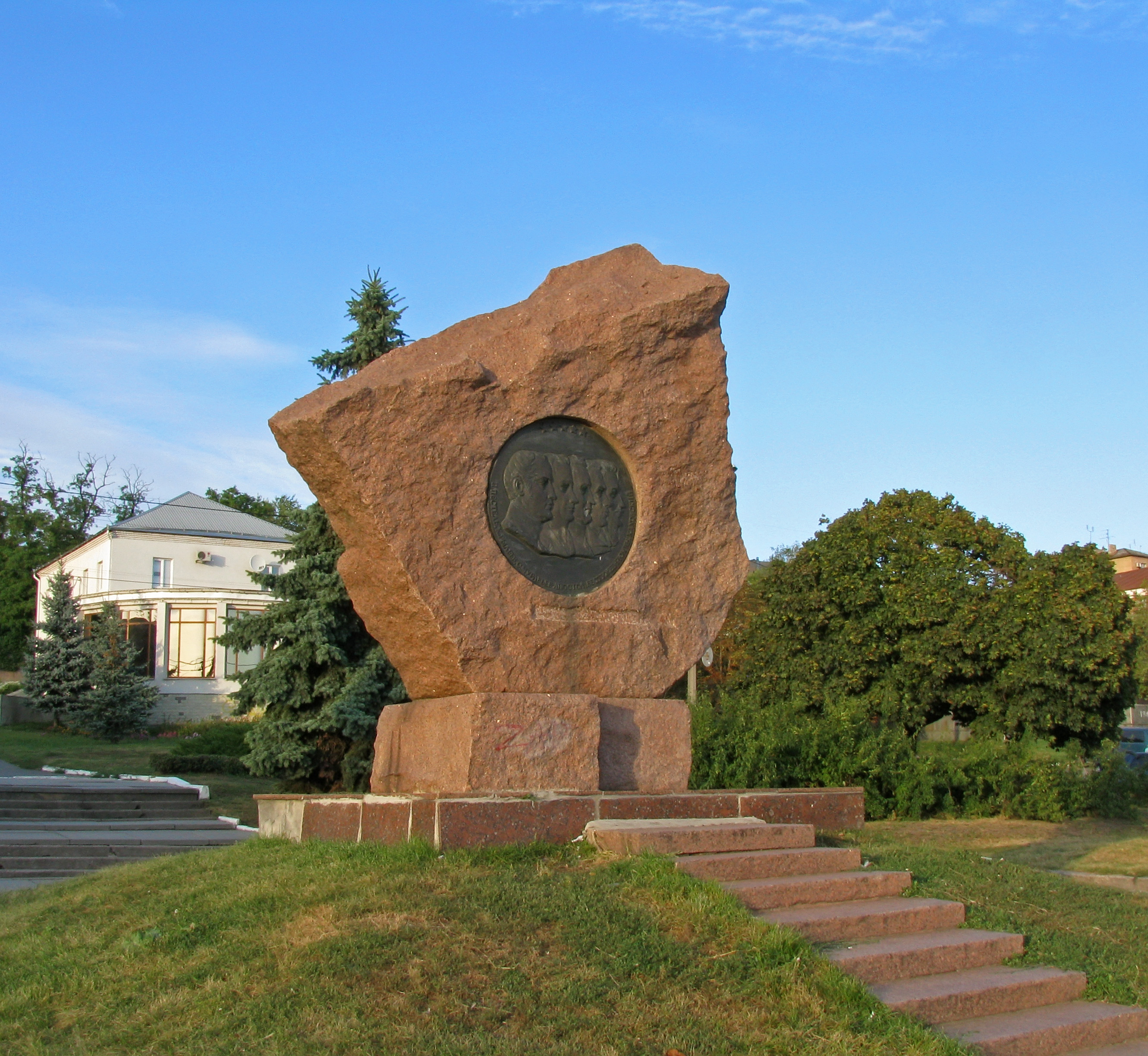
Пам'ятний знак декабристам
Могила О. О. Головачова
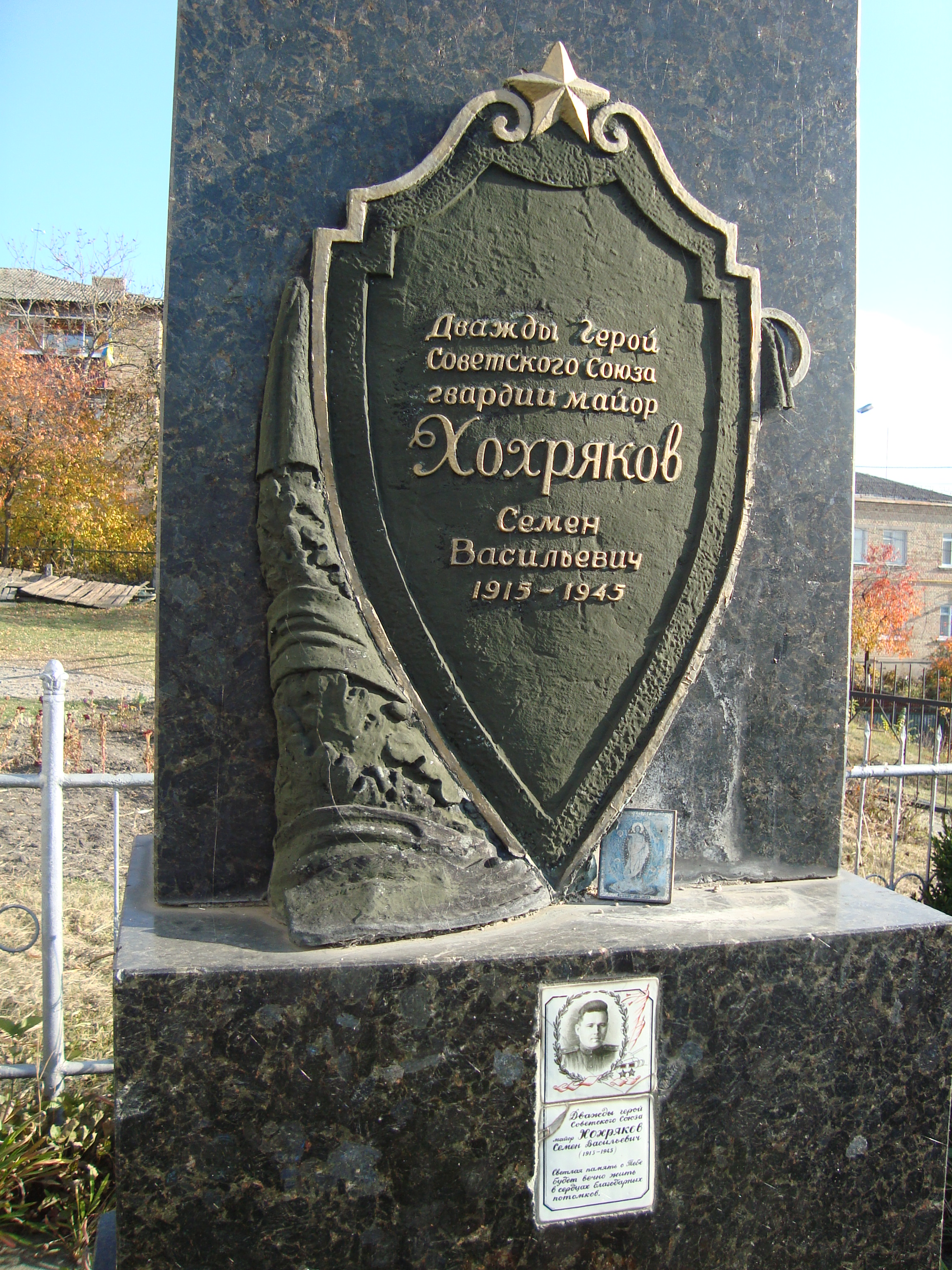
Могила С. В. Хохрякова
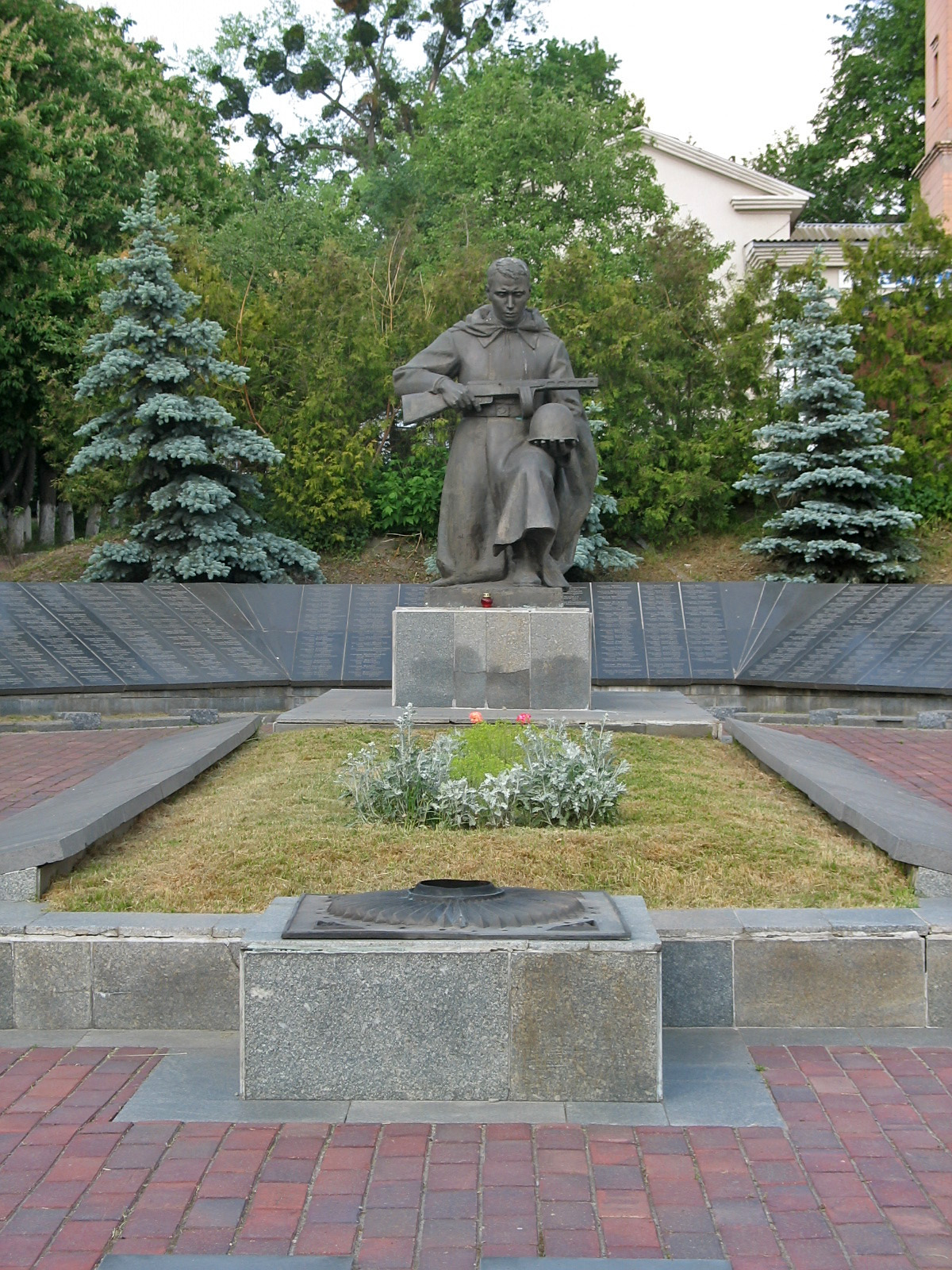
Братська могила радянських та чехословацьких воїнів
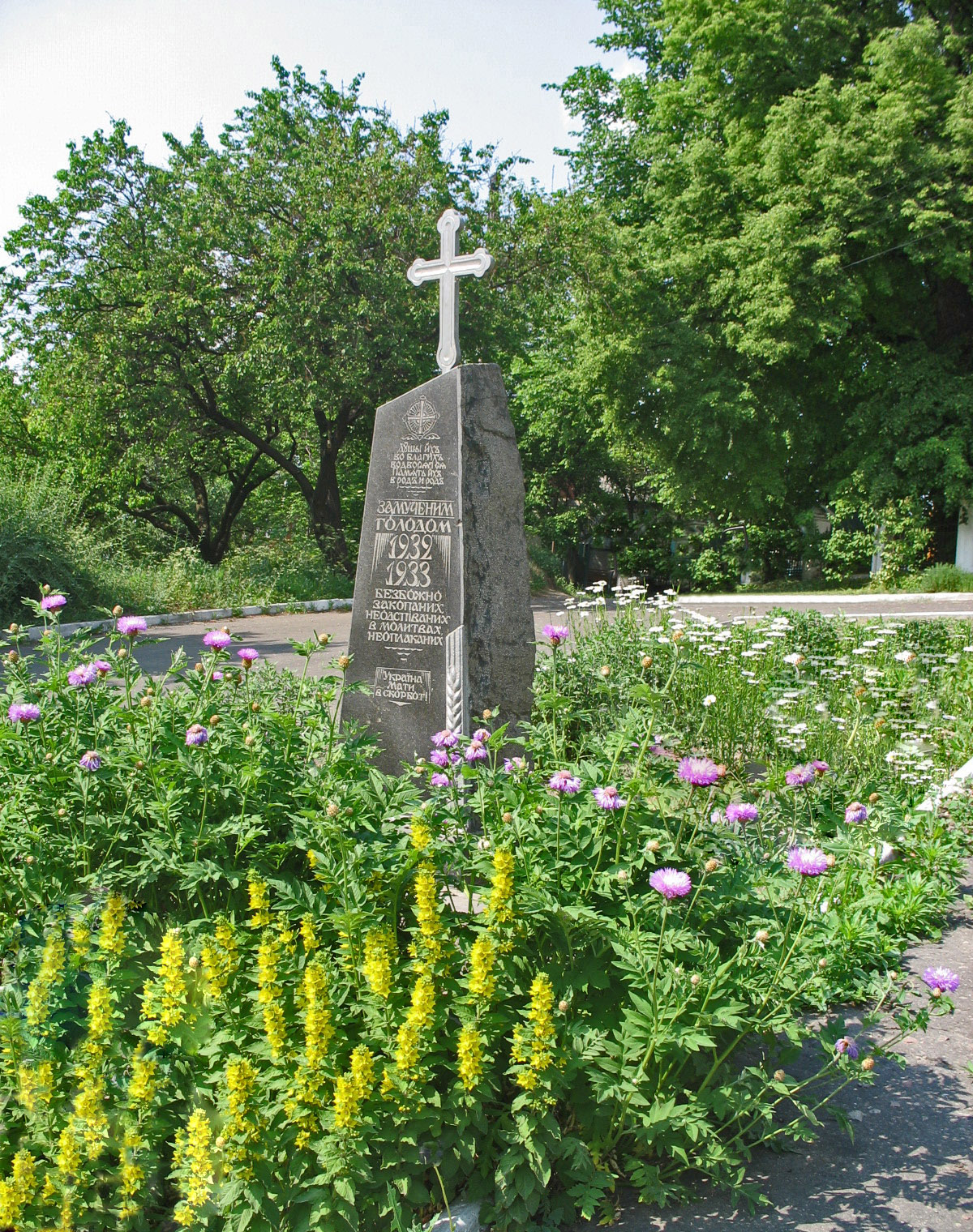
Васильків, пам'ятник жертвам голодомора
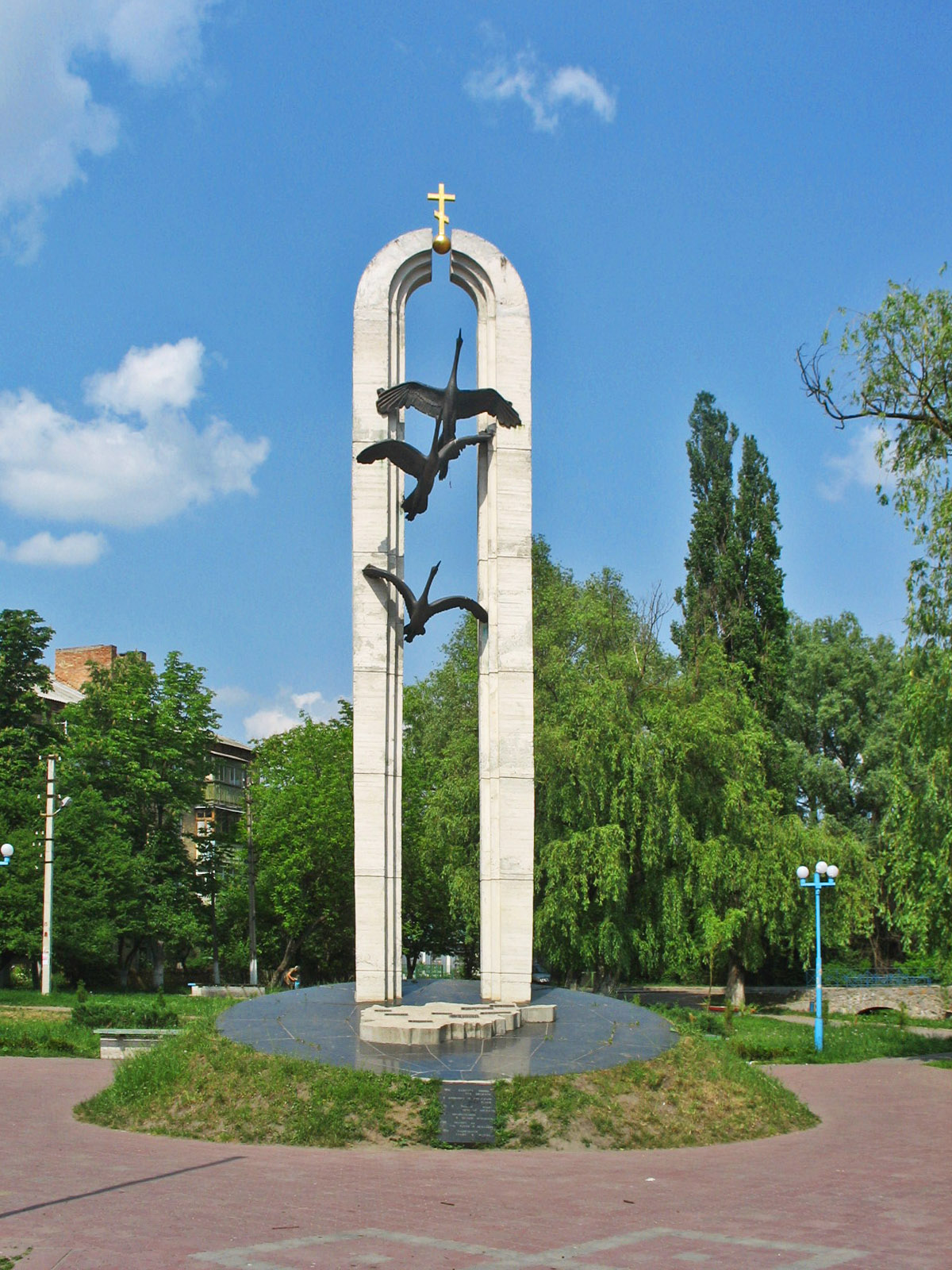
Васильків, пам'ятник воїнам-афганцям
Васильків, пам'ятник Тарасу Шевченку
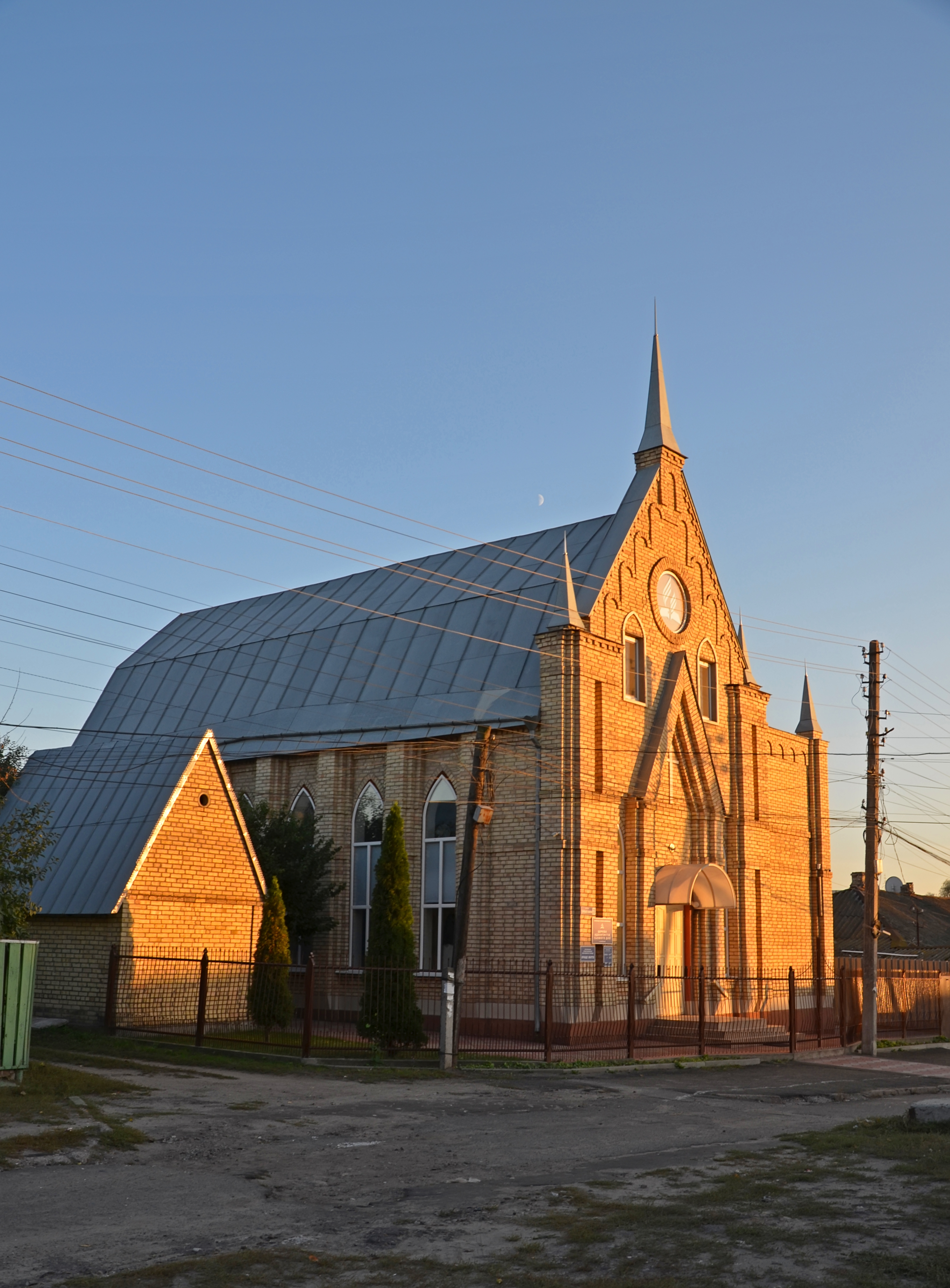
Церква Адвентистів 7-го дня
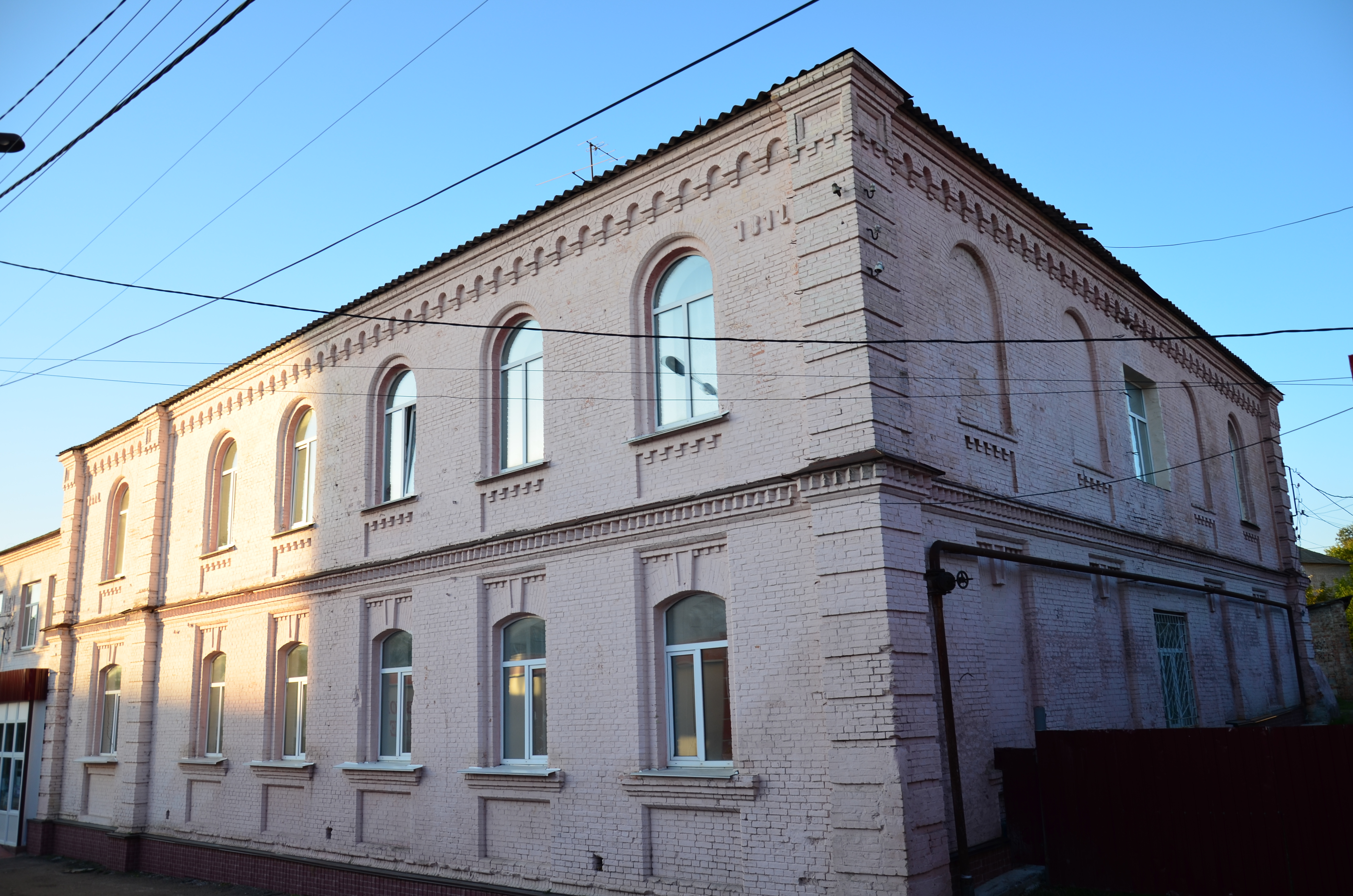
Васильків, вул. Гоголя, 16, школа № 1, колишня синагога
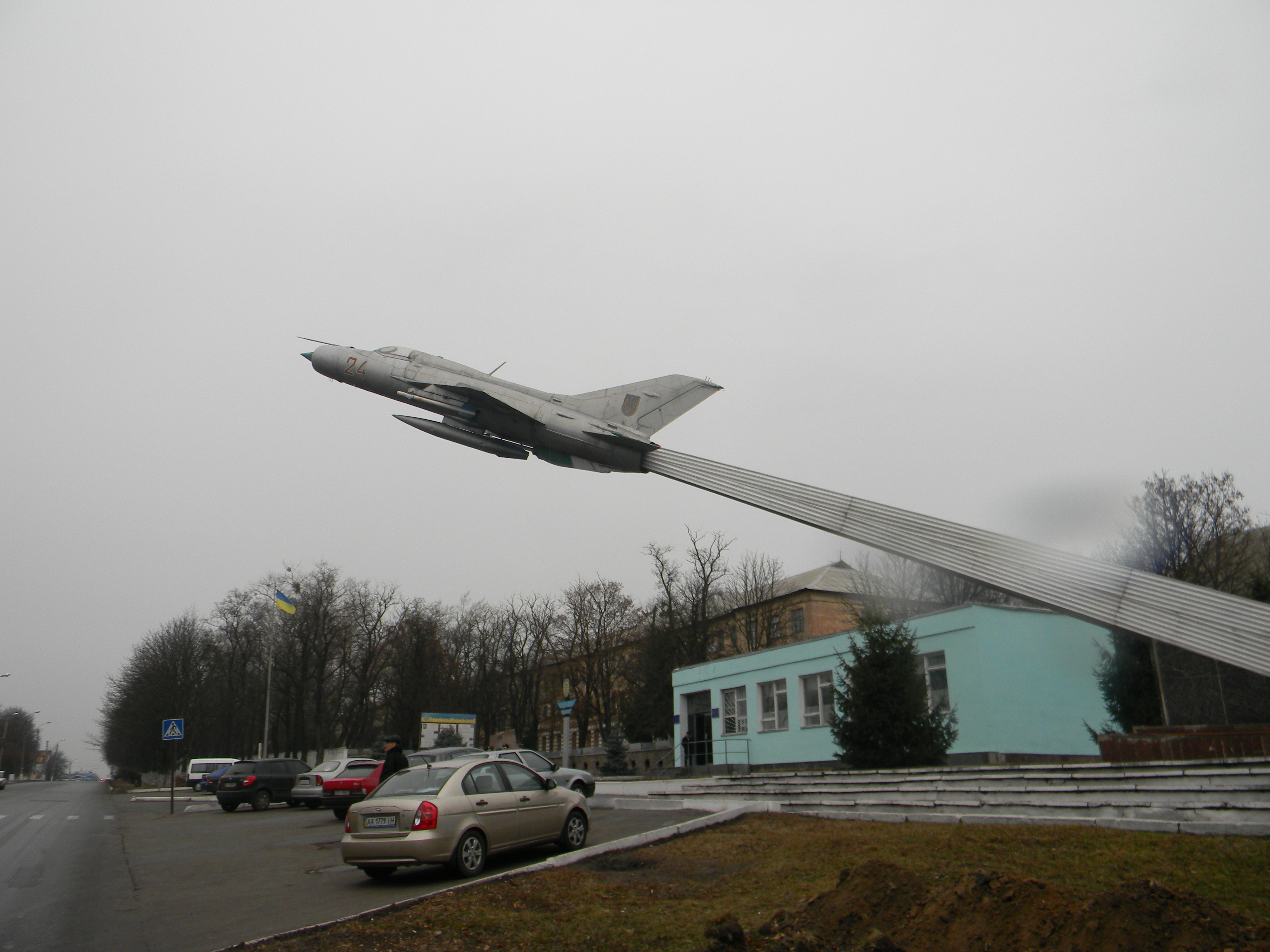
МіГ-21 біля прохідної Васильківського коледжу Військово-Повітряних Сил України
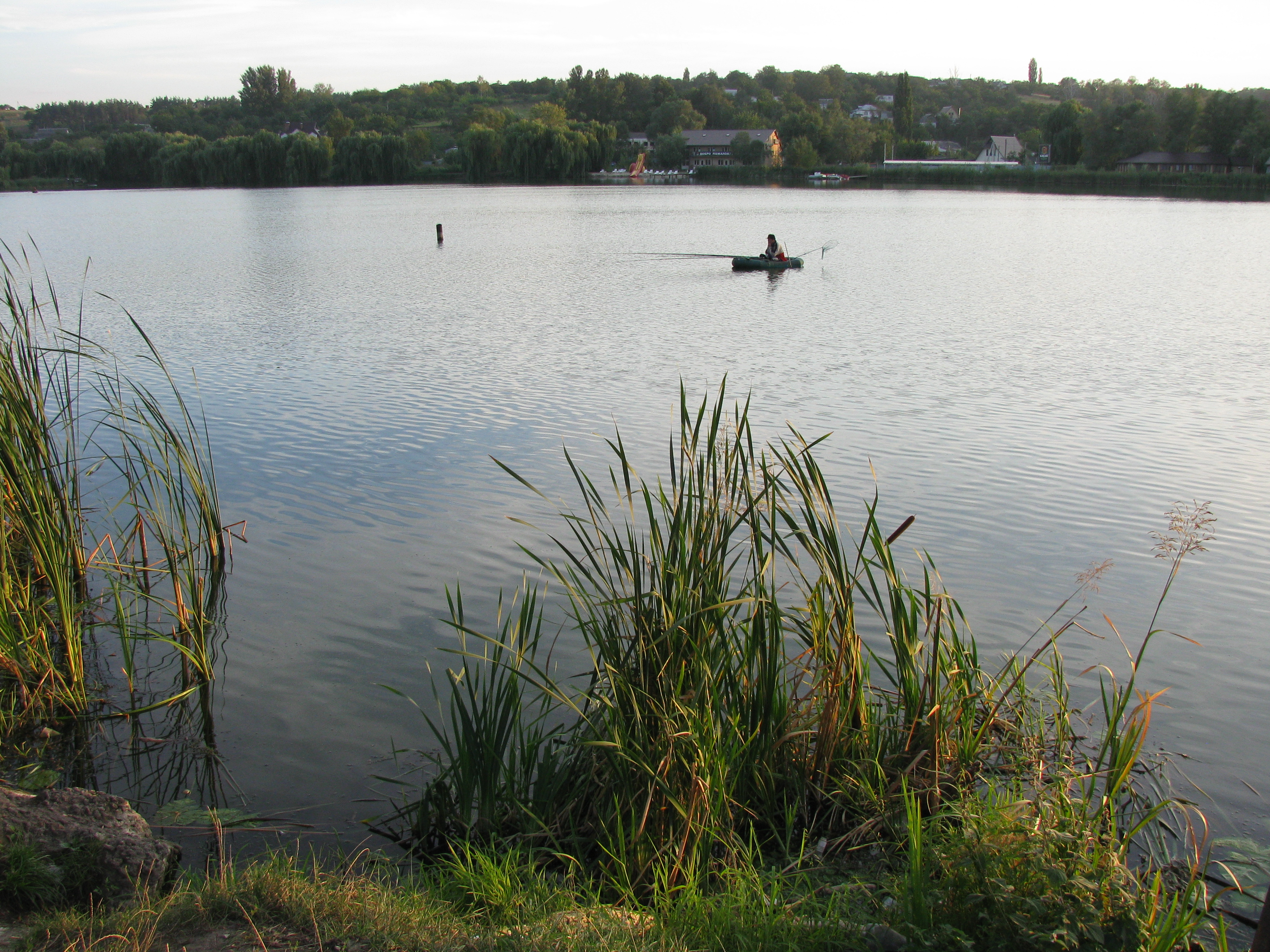
Ріка Стугна в місті Васильків
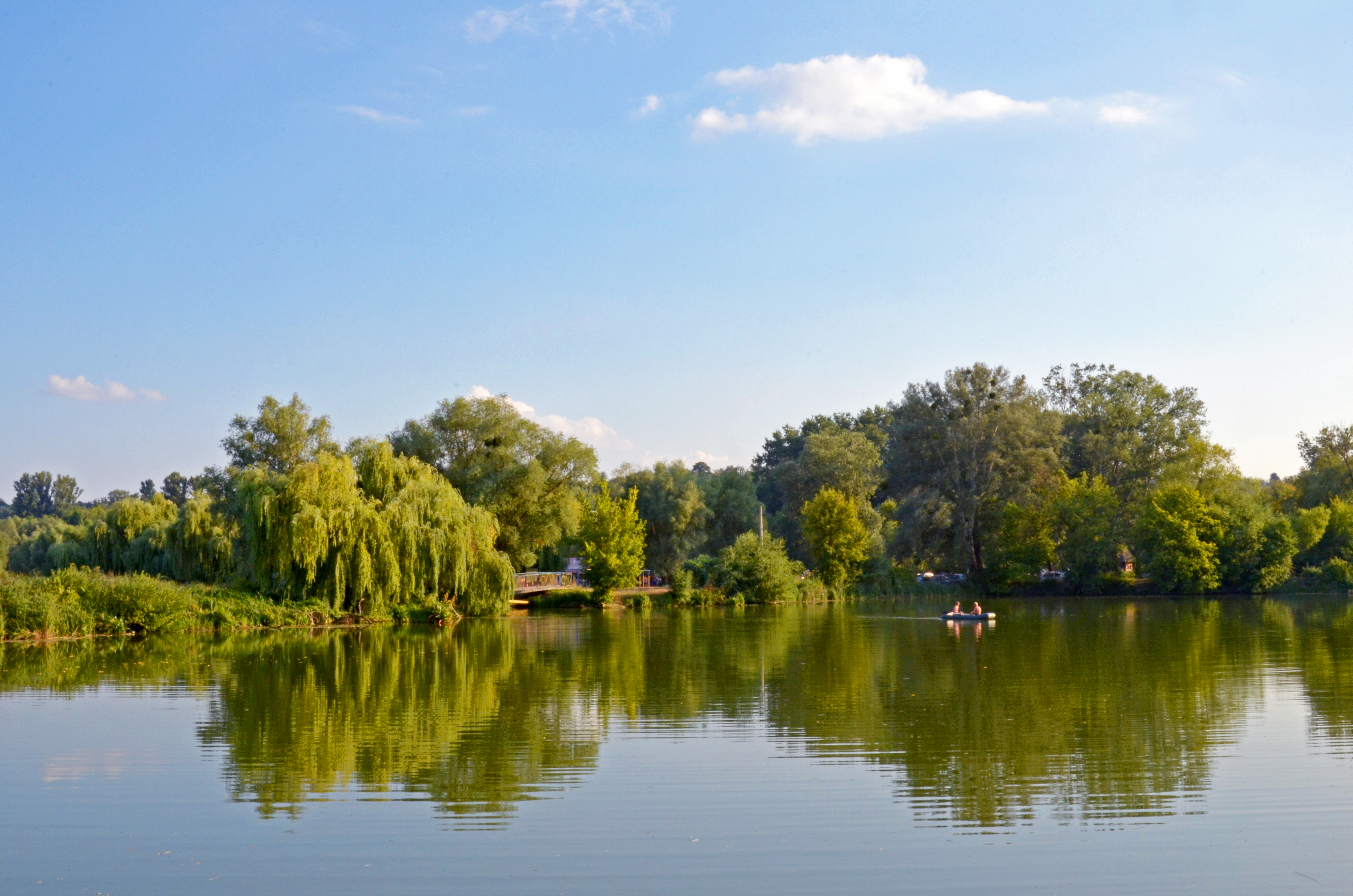
Став на річці Стугна у Василькові
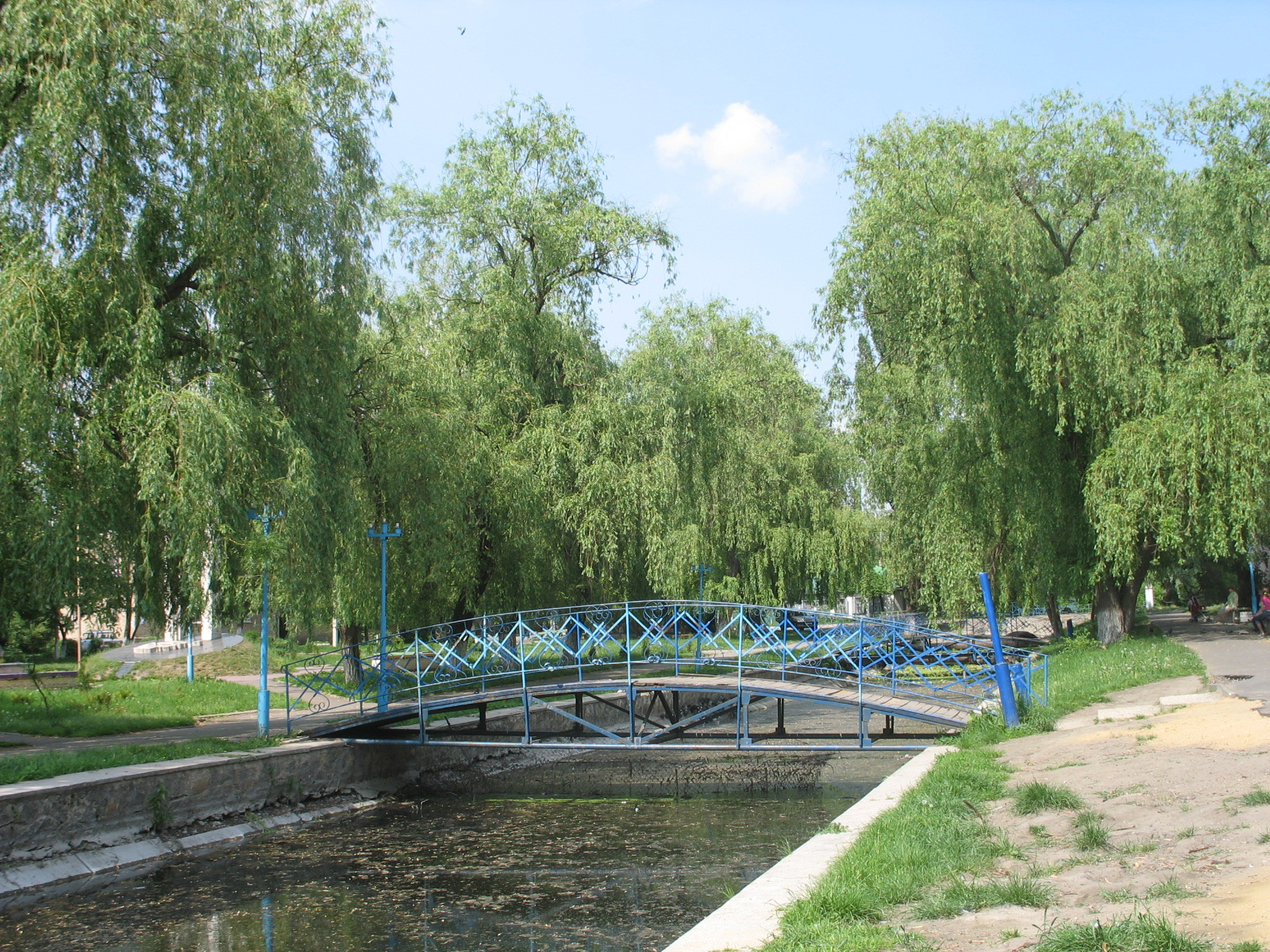
Васильків, парк «Венеція», ставок на річці Очеретянка, 2007 р.
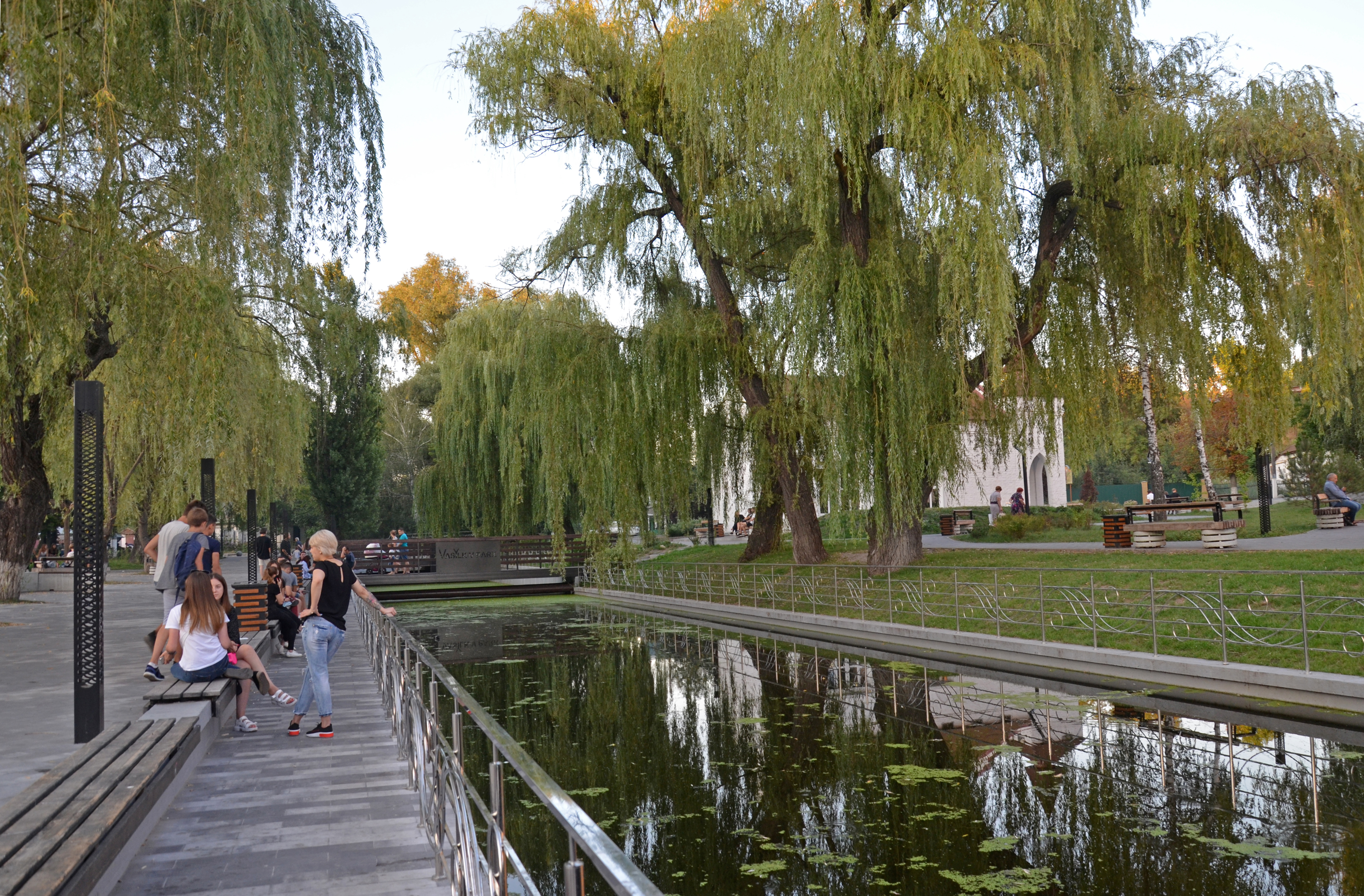
Оновлений парк Венеція в місті Васильків, 2020 р.
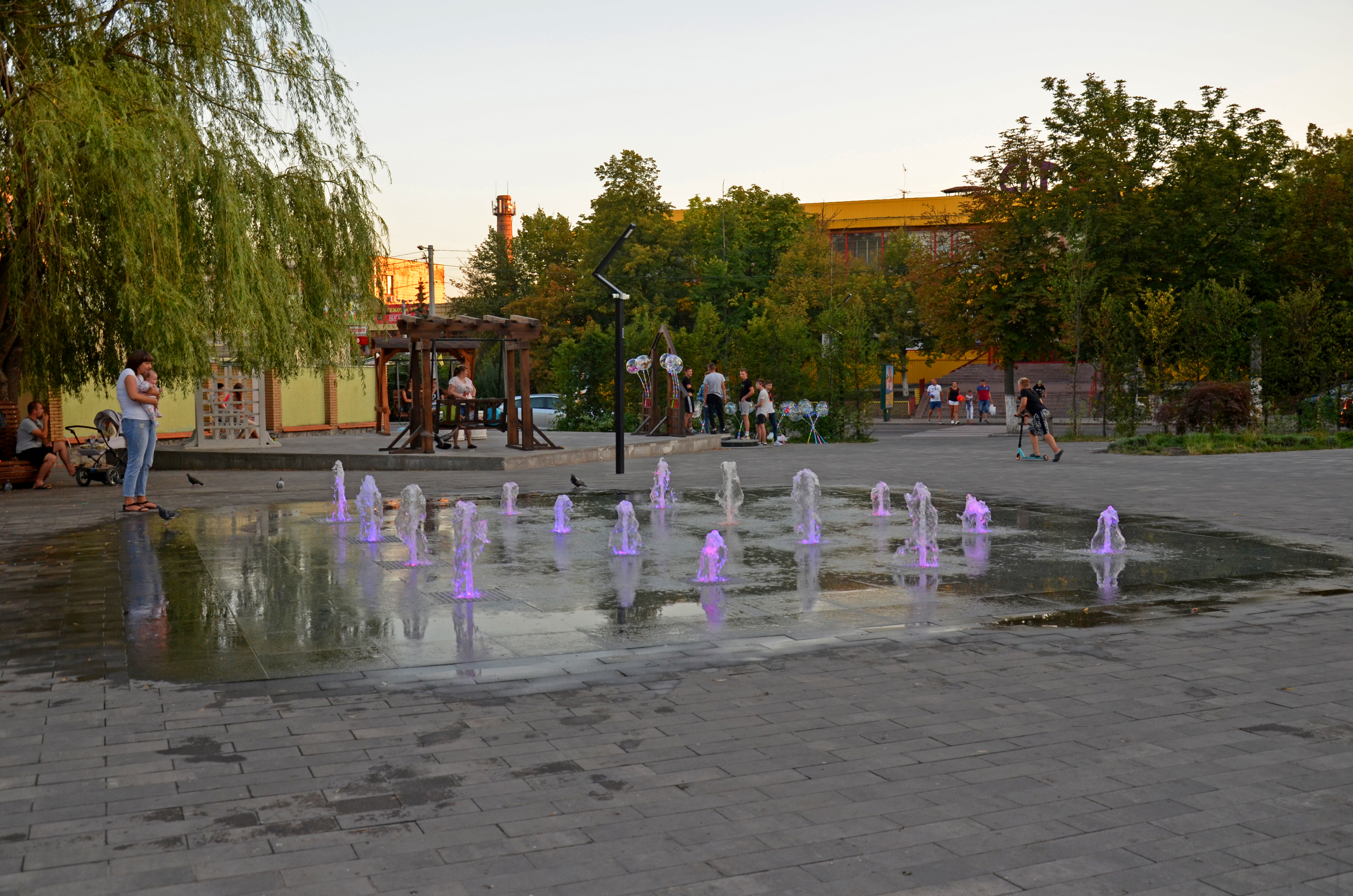
Оновлений парк Венеція в місті Васильків, 2020 р.
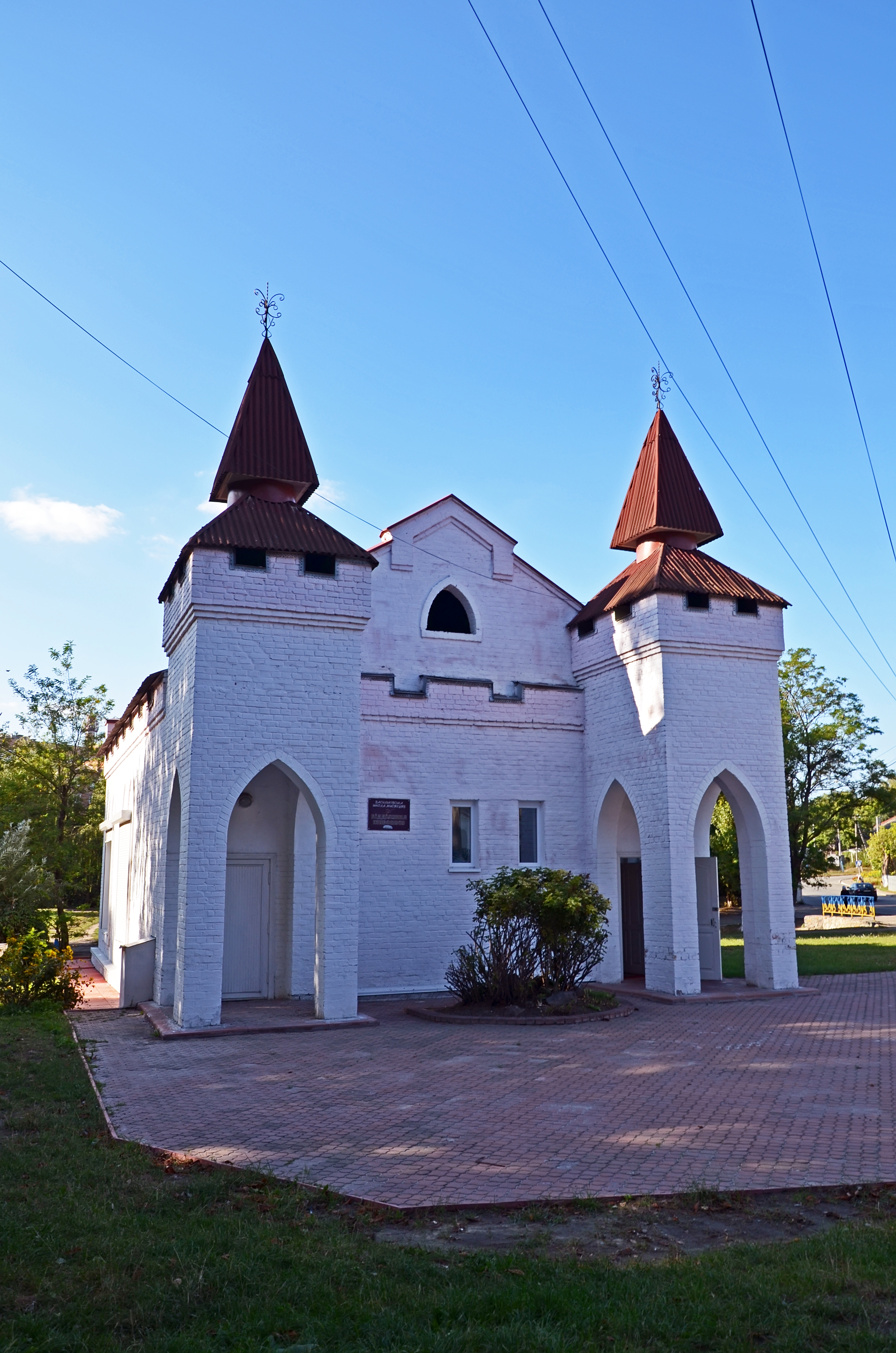
Неоготичний будинок дитячої школи мистецтв
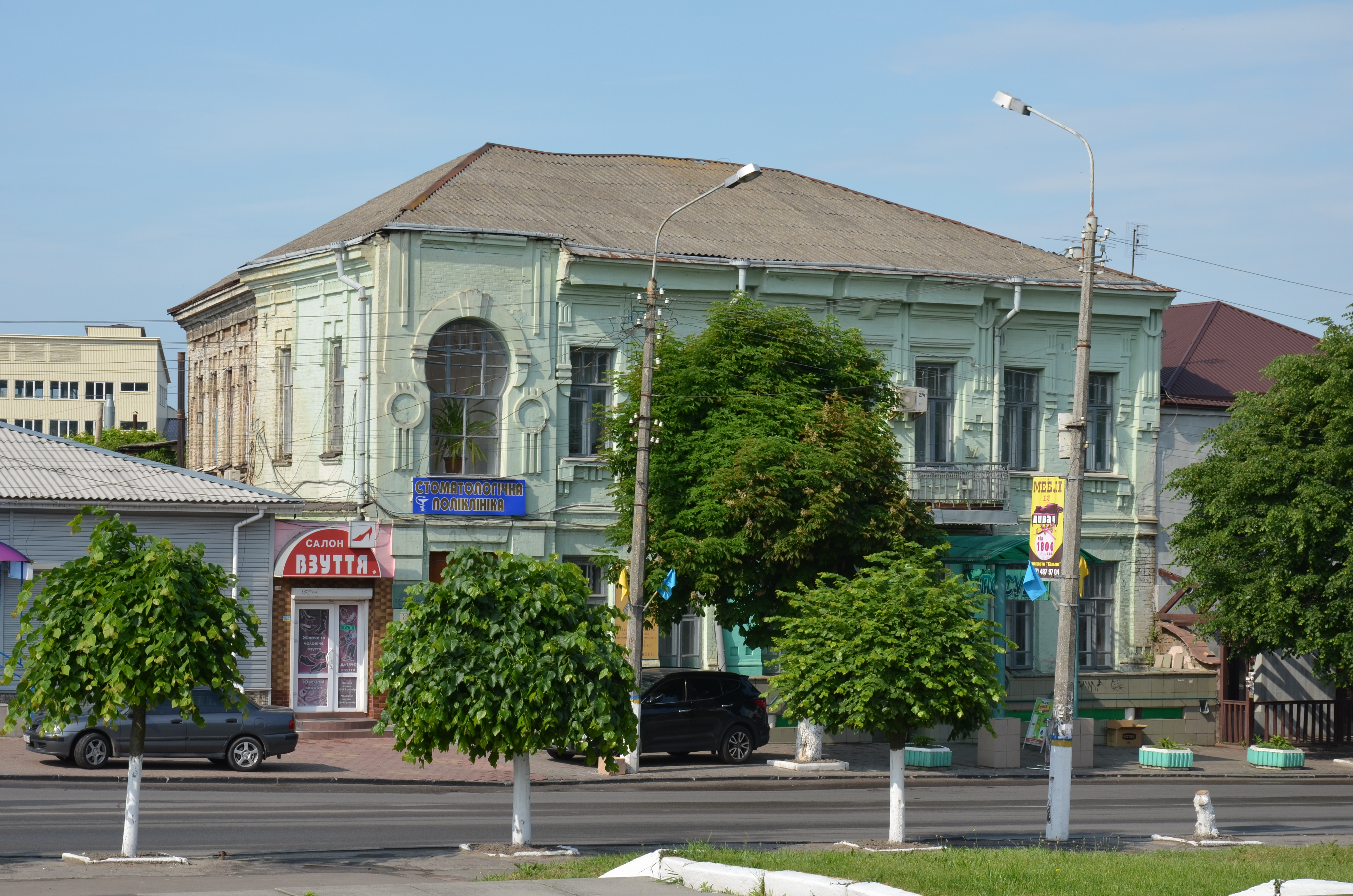
Вул.Грушевського, 5, будинок у стилі модерн
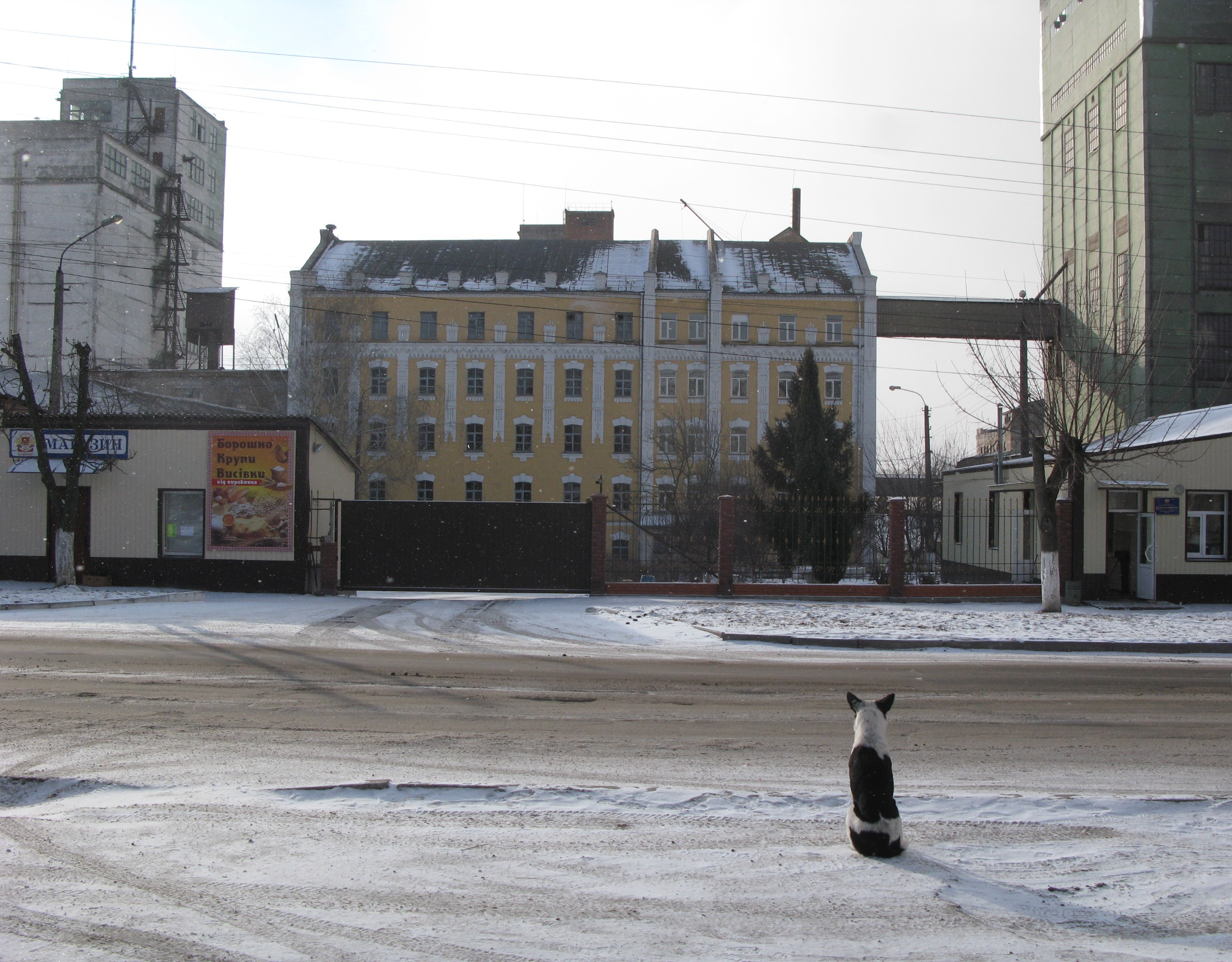
Паровий млин Демочані, Васильків
ЖК «Столичний»
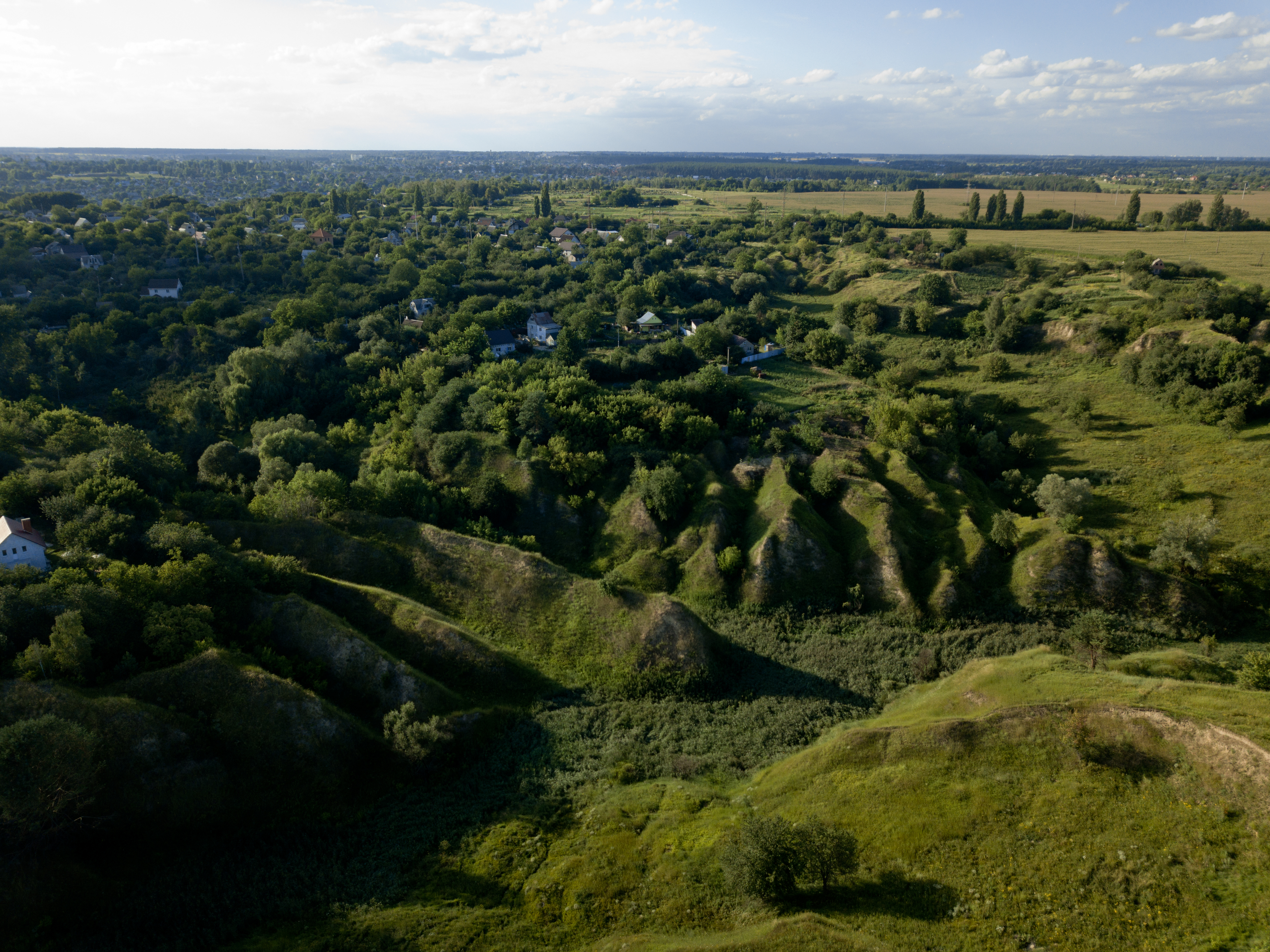
Ентомологічний заказник місцевого значення «Ковалівський яр» на околиці Василькова